# 30. September
Der 30. September ist der 273. Tag des gregorianischen Kalenders (der 274. in Schaltjahren), somit bleiben 92 Tage bis zum Jahresende.

## Ereignisse

### Politik und Weltgeschehen
- 1399: Heinrich IV. wird nach der Absetzung von Richard II. vom Parlament zum König von England ernannt.
- 1484: In Ingolstadt findet das letzte große Ritterturnier auf deutschem Boden statt.

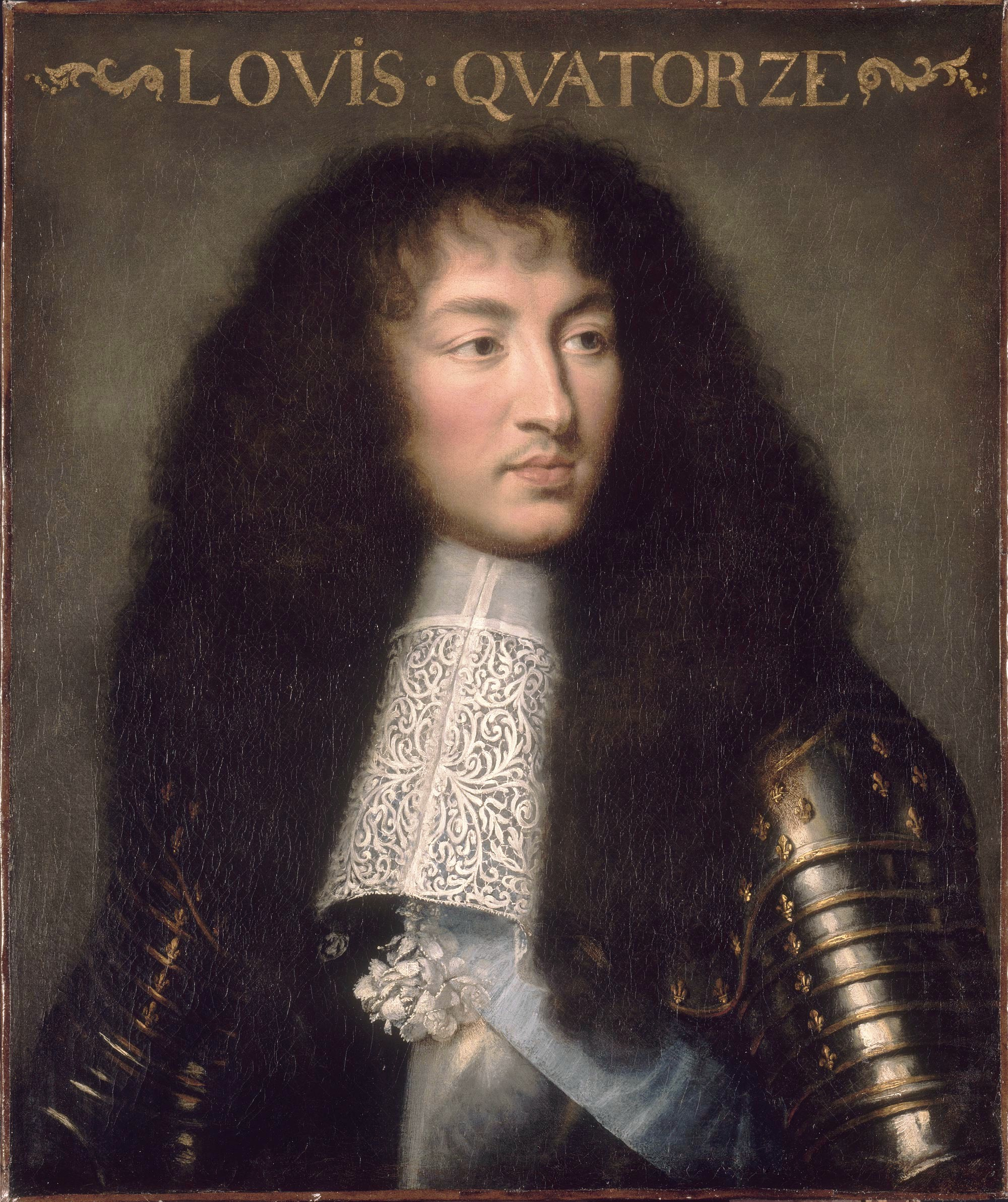
1661: Ludwig XIV.

- 1661: Der Londoner Kutschenstreit liefert König Ludwig XIV. einen Anlass, die Vorherrschaft Frankreichs in der europäischen Politik zu demonstrieren.
- 1681: Die Reichsstadt Straßburg wird von ihrem Rat an Frankreich übergeben, nachdem König Ludwig XIV. im Rahmen seiner Reunionspolitik ein 30.000-Mann-Heer unter François Michel Le Tellier de Louvois vor die Stadt beordert hat. Ihre Annexion wird im Frieden von Rijswijk 1697 bestätigt.
- 1745: In der Schlacht bei Soor während des Zweiten Schlesischen Krieges besiegen die Preußen unter Friedrich II. die verbündeten Österreicher und Sachsen.
- 1790: Leopold II. wird in Frankfurt am Main zum römisch-deutschen Kaiser gewählt.
- 1862: In einer Rede vor der Budgetkommission des Abgeordnetenhauses äußert der gerade zum preußischen Ministerpräsidenten ernannte Otto von Bismarck die Überzeugung, dass Eisen und Blut die großen Fragen der Zeit entscheide. Er will eine Heeresreform durchsetzen.
- 1867: Die USA übernehmen die Kontrolle über die Midwayinseln.
- 1868: Königin Isabella II. muss Spanien im Zuge der Septemberrevolution verlassen und geht nach Frankreich ins Exil.

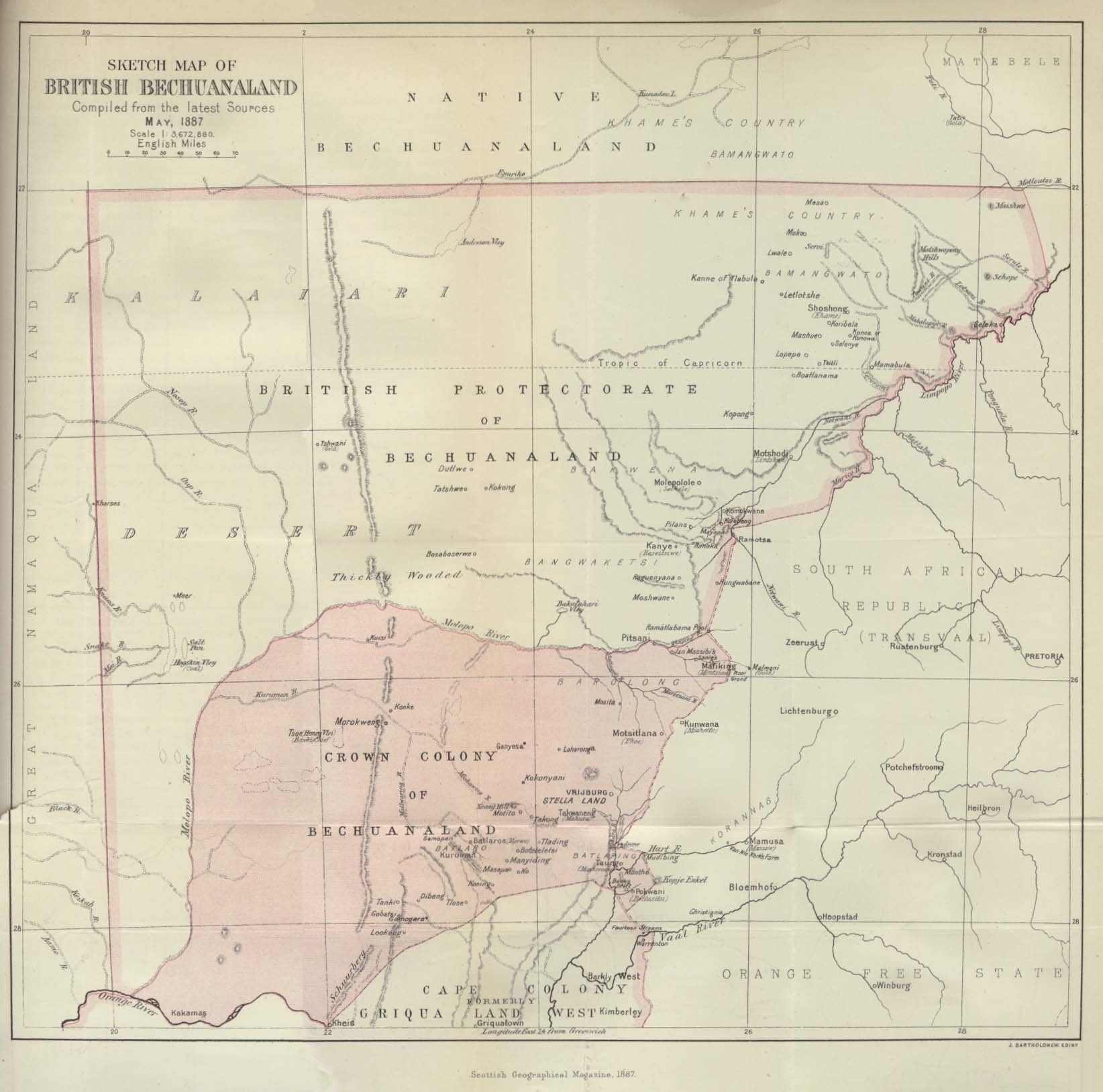
1885: Britisch-Betschuanaland

- 1885: Betschuanaland auf dem Gebiet des heutigen Botswana wird britisches Protektorat, dem auch Stellaland eingegliedert wird.
- 1921: In Genf kommt ein internationales Übereinkommen zustande, das den Frauen- und Kinderhandel eindämmen soll.
- 1938: Die Tschechoslowakei wird im Münchner Abkommen infolge der Appeasement-Politik der Westmächte gezwungen, die Sudetengebiete an das Deutsche Reich abzutreten.
- 1939: Władysław Sikorski wird zum Premierminister der Polnischen Exilregierung ernannt
- 1941: Mit dem Angriff der Panzergruppe 2 unter Generaloberst Heinz Guderian beginnt im Deutsch-Sowjetischen Krieg das „Unternehmen Taifun“, die deutsche Offensive zur Einnahme von Moskau.
- 1946: Im Nürnberger Prozess gegen die Hauptkriegsverbrecher beginnt die Urteilsverkündung, sie wird am folgenden Tag fortgesetzt.
- 1946: Die hessische Landesversammlung verabschiedet den historischen Hessischen Verfassungskompromiss.
- 1947: Andrei Alexandrowitsch Schdanow hält seine berühmt gewordene Rede zur Zwei-Lager-Theorie auf der Gründungsversammlung des Kominform.

1949: „Rosinenbomber“ der Berliner Luftbrücke

- 1949: Im Westteil Berlins landet das letzte Versorgungsflugzeug im Rahmen der Berliner Luftbrücke.
- 1950: Südkoreanische Truppen überqueren während des Koreakriegs den 38. Breitengrad.
- 1965: In Indonesien ereignet sich ein angeblich kommunistischer Putschversuch, der unter der Bezeichnung G30S bekannt wird. Die Armee reagiert nach dem Tod von sechs entführten Generälen mit Massakern.
- 1966: Das bisherige britische Protektorat Betschuanaland erlangt als Botswana seine Unabhängigkeit von Großbritannien. Seretse Khama wird erster Staatspräsident.
- 1971: Der Deutsche Freiheitssender 904 (DFS 904), ein seit 1956 aus der DDR in die Bundesrepublik sendender Geheimsender, stellt seinen Betrieb ein.
- 1986: Der israelische Nukleartechniker Mordechai Vanunu, damals Mitarbeiter am Kernforschungszentrum Negev, der der Presse kurz zuvor verraten hat, dass Israel eine Atommacht geworden sei, wird vom israelischen Geheimdienst Mossad nach Rom gelockt, entführt und nach Israel gebracht.
- 1989: Tausenden von DDR-Flüchtlingen in den deutschen Botschaften in Prag und Warschau erlaubt die DDR, in die Bundesrepublik Deutschland über das Gebiet der DDR auszureisen. Dieses Verhandlungsergebnis verkündet der deutsche Außenminister Hans-Dietrich Genscher am Abend vom Balkon der deutschen Botschaft in Prag.
- 1989: Die Konföderation Senegambia geht zu Ende. Gambia verweigert sich dem Drängen Senegals auf Vereinigung beider Staaten.
- 1992: Nach 93 Jahren militärischer Präsenz auf den Philippinen schließt die US-Navy die United States Naval Base Subic Bay.
- 1994: Im Britischen Sektor von Berlin wird die 1950 aufgestellte 248 German Security Unit demobilisiert.
- 2000: Während der Zweiten Intifada kommt der zwölfjährige Muhammad al-Durrah ums Leben; die mutmaßlichen Video-Aufnahmen eines französischen TV-Teams machen den Fall weltweit publik.
- 2005: Die dänische Tageszeitung Jyllands-Posten veröffentlicht unter dem Namen Das Gesicht Mohammeds (Muhammeds ansigt) 12 Karikaturen, die in der Folge zu massiven, teils gewalttätigen Protesten islamischer Organisationen in aller Welt führt.
- 2005: Das katalanische Parlament beschließt das Autonomiestatut von Katalonien.

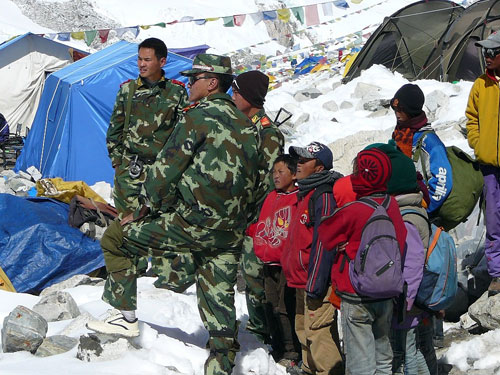
2006: Gefangene nach den Schießereien

- 2006: Chinesische Grenzpolizisten eröffnen an der Grenze zu Nepal auf 75 tibetische Flüchtlinge das Feuer. Die Zwischenfälle auf dem Nangpa La sollen sieben Menschenleben gekostet haben.
- 2010: In Quito beginnt die Meuterei in Ecuador. Unzufriedene Polizisten, die von einigen Armeeeinheiten unterstützt werden, versuchen einen Putsch gegen den Staatspräsidenten Rafael Correa.
- 2010: Bei der Räumung einer Schülerdemonstration gegen Stuttgart 21 werden im Schlossgarten von Stuttgart etwa 400 Menschen verletzt, darunter Jugendliche und Rentner. Es werden teils auch Wasserwerfer, Schlagstöcke und Pfefferspray eingesetzt.
- 2022: Basierend auf völkerrechtlich nicht anerkannten „Referenden“ annektiert Russland im Zuge des Russisch-Ukrainischen Kriegs unklar abgegrenzte Teile der ukrainischen Oblaste Cherson (inkl. der Kinburn-Halbinsel/Mykolajiw), Donezk, Luhansk und Saporischschja.

### Wirtschaft
- 1787: Die Handelsschiffe Lady Washington und Columbia verlassen den Hafen von Boston. Ihre Kapitäne wollen einen Pelzhandel mit China beginnen. Die Columbia mit ihrem späteren Kapitän Robert Gray wird im weiteren Verlauf der Fahrt zum ersten US-amerikanischen Weltumsegler.
- 1897: In Berlin wird der erste deutsche Automobilverein gegründet, der Mitteleuropäische Motorwagen-Verein.
- 1897: Im Berliner Hotel Bristol findet eine kleine Autoschau statt, die als Vorläufer der ersten internationalen Automobil-Ausstellung gilt. Es sind acht Motorwagen zu sehen.
- 1957: Das österreichische Luftfahrtsunternehmen Austrian Airlines wird in Wien gegründet.
- 1999: In der Wiederaufarbeitungsanlage für abgebrannte Brennelemente im japanischen Tōkai kommt es zum bis zu diesem Zeitpunkt schwersten Unfall des Landes. Mindestens 150 Menschen werden starker Radioaktivität ausgesetzt, woran zwei Arbeiter sterben, und hunderte Anwohner kontaminiert.

### Wissenschaft und Technik
- 1846: William Thomas Green Morton gelingt die erste schmerzfreie Zahnextraktion unter Narkose an seinem Patienten Eben Frost.
- 1880: Henry Draper gelingt die erste Fotografie des Orionnebels.
- 1929: Über dem Flughafen Frankfurt-Rebstock fliegt Fritz von Opel als erster Mensch mit einem raketenbetriebenen Flugzeug und stürzt ab.

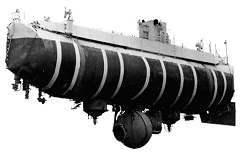
1953: Bathyscaph Trieste

- 1953: Mit dem Tiefseetauchgerät Trieste erreichen der Schweizer Physiker Auguste Piccard und sein Sohn Jacques eine Rekordtiefe von 3150 Metern.
- 1954: Das erste Atom-U-Boot der United States Navy, die Nautilus, wird in Dienst gestellt.

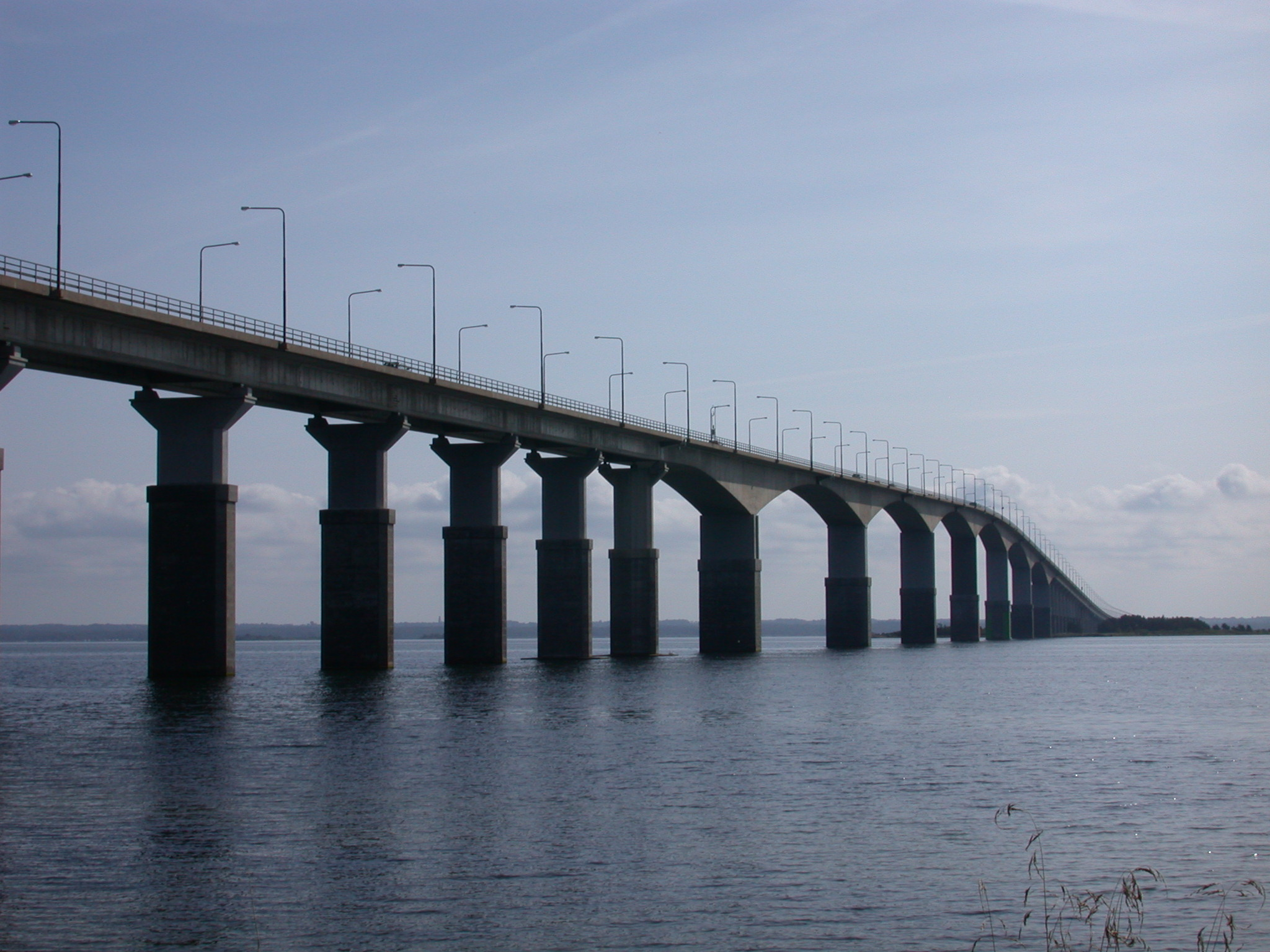
1972: Ölandbrücke

- 1972: Die Ölandsbron wird in Schweden eröffnet, eine der längsten europäischen Brücken.
- 1975: Der Kampfhubschrauber Hughes AH-64 absolviert seinen Erstflug.
- 1997: Das Funknavigationssystem OMEGA wird abgeschaltet.
- 2004: Der erste lebende Riesenkalmar wird in seinem Lebensraum von Tsunemi Kubodera und Kyoichi Mori fotografiert. Die Aufnahmen werden am 28. September 2005 in der Fachzeitschrift Proceedings of the Royal Society B veröffentlicht.

### Kultur
- 1767: Die Uraufführung von Gotthold Ephraim Lessings Lustspiel Minna von Barnhelm findet in Hamburg statt.
- 1782: Die Königliche Oper in Stockholm wird mit der Uraufführung der Oper Cora och Alonzo von Johann Gottlieb Naumann eingeweiht.

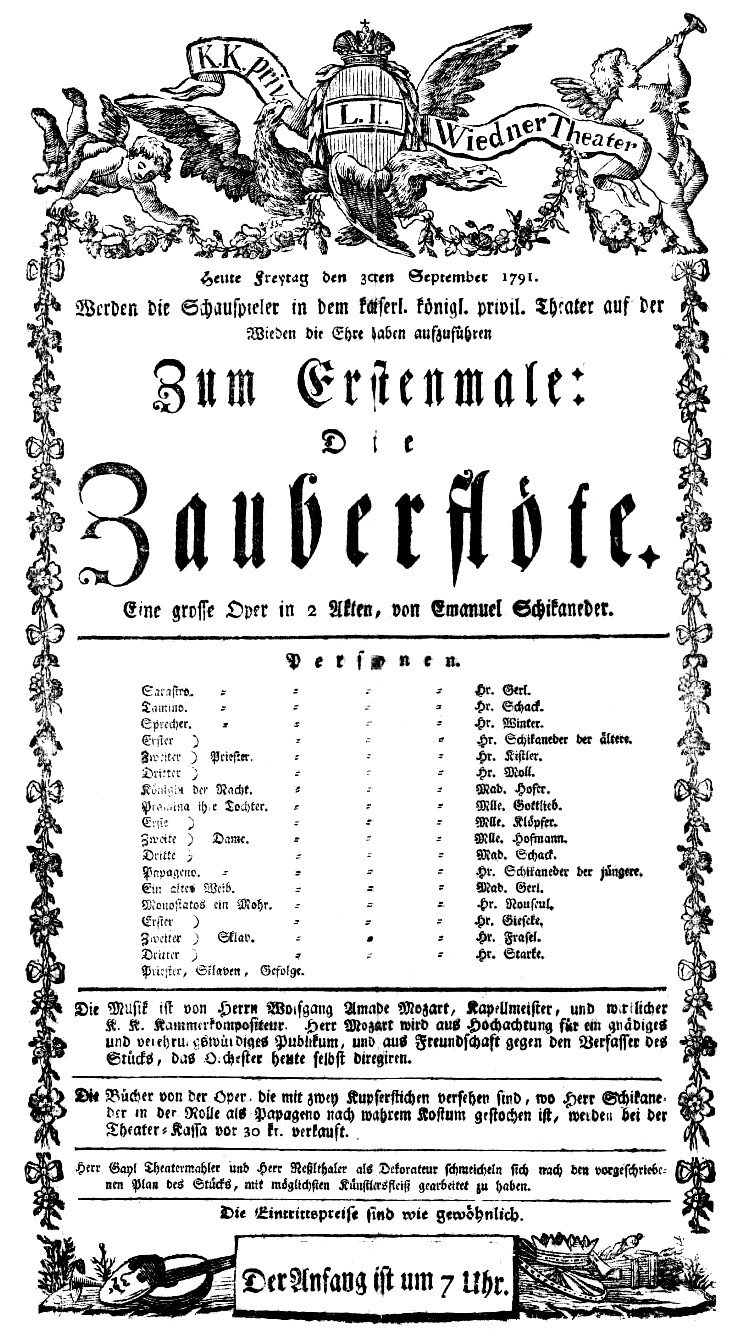
1791: Theaterzettel der Zauberflöte

- 1791: Die Uraufführung der Oper Die Zauberflöte von Wolfgang Amadeus Mozart findet an Schikaneders Theater im Freihaus auf der Wieden in Wien statt.
- 1863: Die Uraufführung der Oper Les pêcheurs de perles (Die Perlenfischer) von Georges Bizet findet mit geringem Erfolg am Théâtre-Lyrique in Paris statt.
- 1868: Am Théâtre des Bouffes-Parisiens in Paris wird Jacques Offenbachs einaktige Operette Die Insel Tulipatan (L’ile de Tulipatan) uraufgeführt.
- 1933: Die Uraufführung der Operette Zwei Herzen im Dreivierteltakt von Robert Stolz findet in Zürich statt. Das Libretto stammt von Paul Knepler, Ignaz Michael Welleminsky und Robert Gilbert. Es beruht auf dem Drehbuch zum gleichnamigen Film aus dem Jahr 1930 von Walter Reisch und Franz Schulz.
- 1952: Im New York Broadway Theatre hat der erste im Cinerama-Verfahren vorgeführte Film Das ist Cinerama (This is Cinerama) Uraufführung.
- 1960: Der US-Sender ABC strahlt die erste Folge von The Flintstones (Familie Feuerstein) aus.
- 1973: Im ZDF wird die erste Folge der Rappelkiste ausgestrahlt.
- 1990: Auf dem BSB-Sender Galaxy wird die Pilotfolge der Sitcom Heil Honey I’m Home! ausgestrahlt, die das fiktive Zusammenleben von Adolf Hitler und Eva Braun thematisiert. Die sehr negativen Reaktionen führen zur sofortigen Einstellung der Serie.

### Gesellschaft
- 1888: Jack the Ripper bringt vermutlich mit Elizabeth Stride und Catherine Eddowes zwei Frauen an einem Tag um.

### Religion
- 1061: Der Bischof von Lucca, Anselmo da Baggio, wird als Papst Alexander II. zum Nachfolger von Nikolaus II. gewählt und tags darauf inthronisiert.

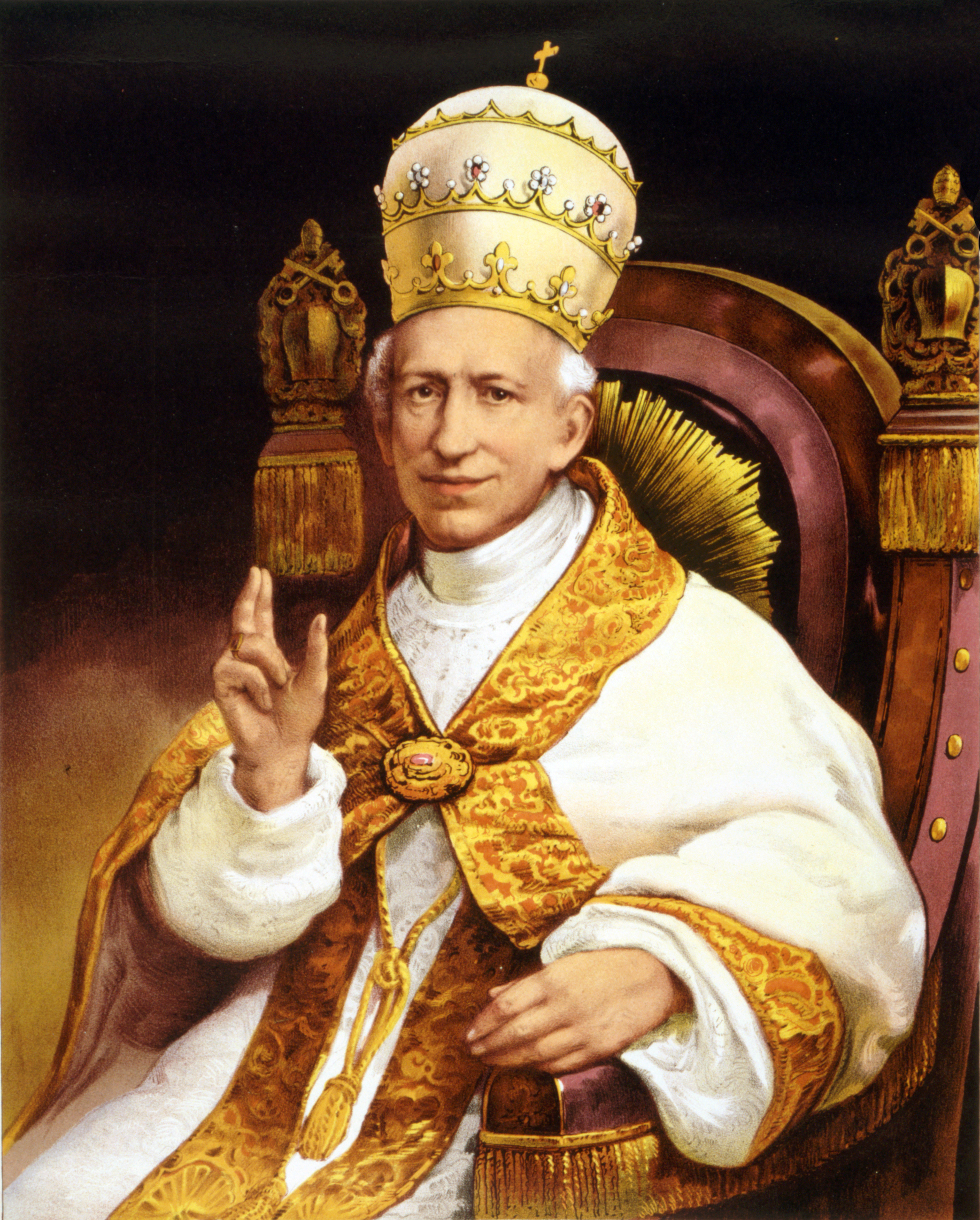
1880: Leo XIII.

- 1880: Mit der Enzyklika Grande munus dehnt Papst Leo XIII. den Kult der Brüder Cyrillus und Methodius, die als die „Apostel der Slawen“ bekannt sind, auf die gesamte katholische Kirche aus.
- 1943: Papst Pius XII. veröffentlicht die Enzyklika Divino afflante Spiritu. Die dritte der Bibelenzykliken setzt sich mit dem Umgang der Bibel und Bibelerklärungen auseinander und räumt naturwissenschaftliche und historische Irrtümer in der Bibel ein.

### Katastrophen
- 1512: Der Bergsturz Buzza di Biasca des Monte Crenone im Tessiner Valle di Blenio (Bleniotal, Schweiz) kostet einigen hundert Menschen das Leben. Sie werden unter Gesteinsmassen im Nordteil des Ortes Biasca begraben.
- 1911: Die Austin-Talsperre bricht und führt zu der bis dahin zweitgrößten Flutkatastrophe in Pennsylvania mit 78 Toten. Die Schadenssumme beträgt rund 14 Millionen US-Dollar.
- 1993: Bei einem Erdbeben mit Epizentrum nahe der Stadt Latur im indischen Bundesstaat Maharashtra sterben rund 10.000 Menschen.
- 2009: Bei einem schweren Erdbeben in Sumatra kommen mehrere hundert Menschen ums Leben.

Kleinere Unglücksfälle sind in den Unterartikeln von Katastrophe und in der Liste von Katastrophen aufgeführt.

### Sport

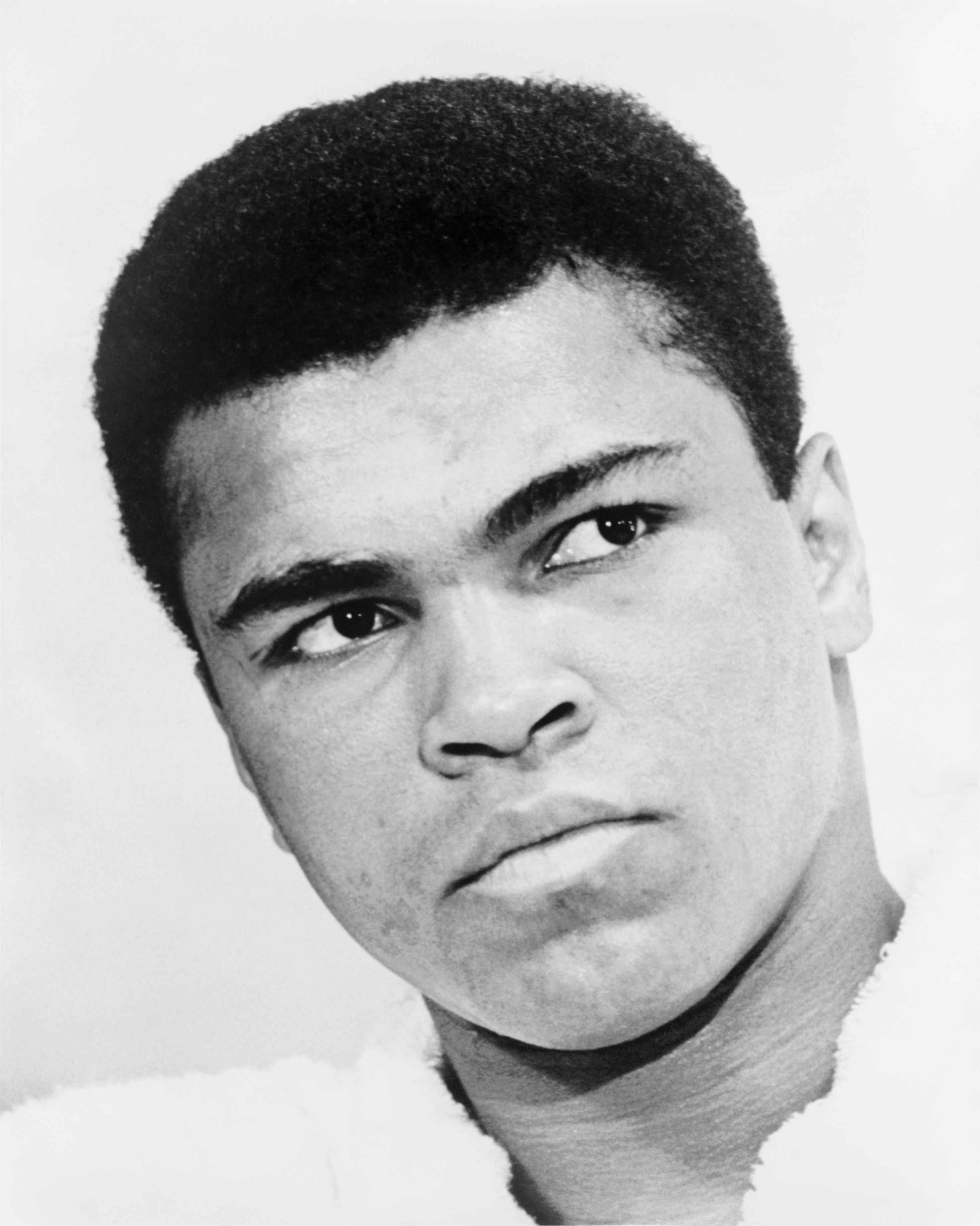
1976: Muhammad Ali

- 1976: Muhammad Ali verteidigt seinen Schwergewichts-Weltmeistertitel gegen Ken Norton durch einen Punktsieg.
- 2006: Jay Cutler wird vor dem achtmaligen Champion Ronnie Coleman Mr. Olympia.
- 2007: Die deutsche Fußballnationalmannschaft der Frauen gewinnt das Finale der Weltmeisterschaft in China gegen Brasilien mit 2:0 und wird damit zum zweiten Mal Weltmeister sowie die erste Mannschaft, die ihren Titel verteidigen kann.
- 2007: Bei der Straßenrad-Weltmeisterschaft in Stuttgart gewinnt der Italiener Paolo Bettini das Straßenrennen und verteidigt damit seinen 2006 errungenen Titel.

Einträge von Leichtathletik-Weltrekorden befinden sich unter der jeweiligen Disziplin unter Leichtathletik.

## Geboren

### Vor dem 19. Jahrhundert

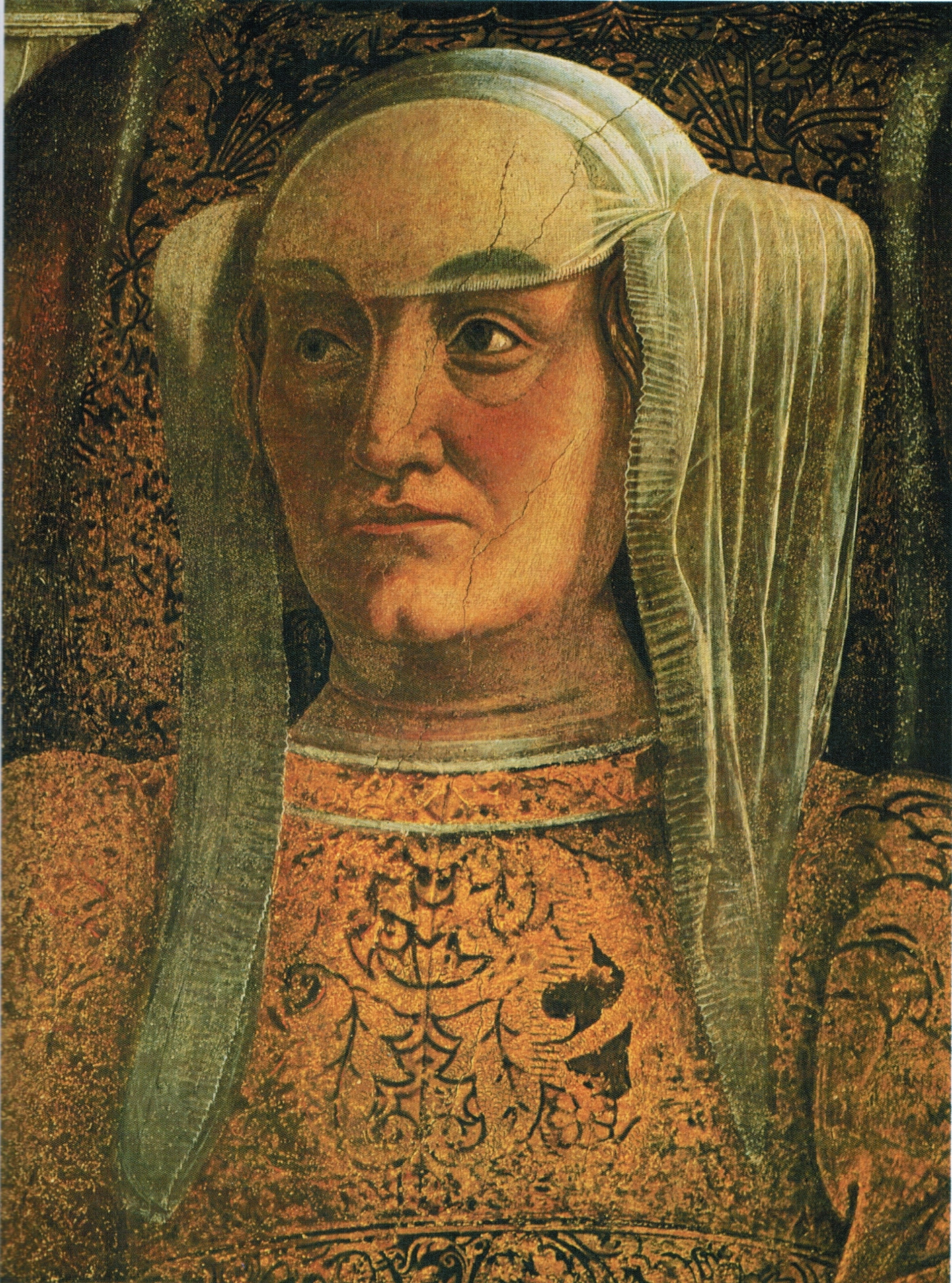
Barbara von Brandenburg (* 1422)

- 1207: Rumi, Gründer des Mevlevi-Derwisch-Ordens aus Konya
- 1227: Nikolaus IV., Papst
- 1422: Barbara von Brandenburg, Markgräfin von Mantua
- 1516: Hartmann Beyer, deutscher Mathematiker, Theologe und Reformator
- 1540: Salomon Alberti, deutscher Mediziner
- 1550: Michael Mästlin, deutscher Mathematiker
- 1563: Enno III., Graf von Ostfriesland
- 1588: Godart van Reede, niederländischer Staatsmann
- 1605: Johann Lorenz Bausch, deutscher Arzt und Naturforscher
- 1631: William Stoughton, englischer Richter und Gouverneur der Province of Massachusetts Bay
- 1638: Maximilian Philipp Hieronymus, Herzog von Bayern-Leuchtenberg
- 1650: Johann Peter von Quentell, deutscher Weihbischof und Generalvikar im Bistum Münster
- 1654: Heinrich Rüdiger von Ilgen, brandenburgisch-preußischer Staatsminister und Diplomat
- 1689: Jacques Aubert, französischer Violinist und Komponist
- 1707: Pietro Rotari, italienischer Maler
- 1708: Franz Leopold von Nádasdy, österreichischer Feldmarschall und Ban von Kroatien
- 1714: Étienne Bonnot de Condillac, französischer Philosoph der Aufklärung
- 1720: Carl Fredrik Adler, schwedischer Naturforscher und Arzt

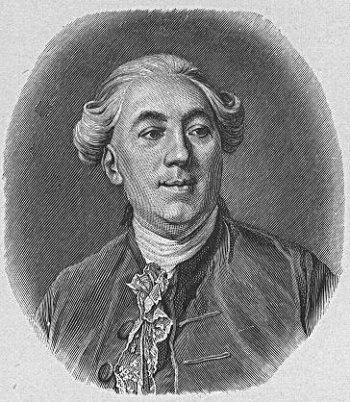
Jacques Necker (* 1732)

- 1732: Jacques Necker, Schweizer Finanzminister von Frankreich unter Ludwig XVI.
- 1735: Rudolf von Hammerstein, hannoveranischer General
- 1737: Morten Thrane Brünnich, dänischer Zoologe und Mineraloge
- 1743: Christian Ehregott Weinlig, deutscher Komponist und Kreuzkantor
- 1747: Friedrich Justin Bertuch, deutscher Unternehmer und Mäzen
- 1748: Girolamo Ruggia, Schweizer Jesuit und Hochschullehrer
- 1749: Joseph Jérôme Siméon, französischer Jurist und Politiker
- 1752: Justin Heinrich Knecht, deutscher Komponist, Organist, Dirigent, Musikpädagoge und Musiktheoretiker
- 1755: Hieronymus Waldinger, österreichischer Tierarzt und Hochschullehrer
- 1762: Karl Stülpner, deutscher Soldat, Wildschütz, Schmuggler, Fabrikant und Lebenskünstler, Volksheld des Erzgebirges
- 1763: Joseph von Baader, bayrischer Ingenieur
- 1765: Jean-Jacques Ambert, französischer General
- 1770: Ferdinand Arrivabene, italienischer Jurist und Schriftsteller
- 1775: Rudolf Abraham von Schiferli, Schweizer Chirurg und Professor
- 1781: Ludwig von Wirschinger, bayerischer Finanzminister
- 1787: August Wilhelm Grüneberg, deutscher Orgelbauer
- 1788: Fitzroy Somerset, 1. Baron Raglan, britischer Feldmarschall im Krimkrieg
- 1790: Carl Heinrich Saemann, deutscher Musiker
- 1798: Josef Jakob Xaver Pfyffer zu Neueck, Schweizer Beamter, Politiker und Autor
- 1800: Decimus Burton, britischer Architekt

### 19. Jahrhundert

#### 1801–1850
- 1802: Antoine-Jérôme Balard, französischer Chemiker

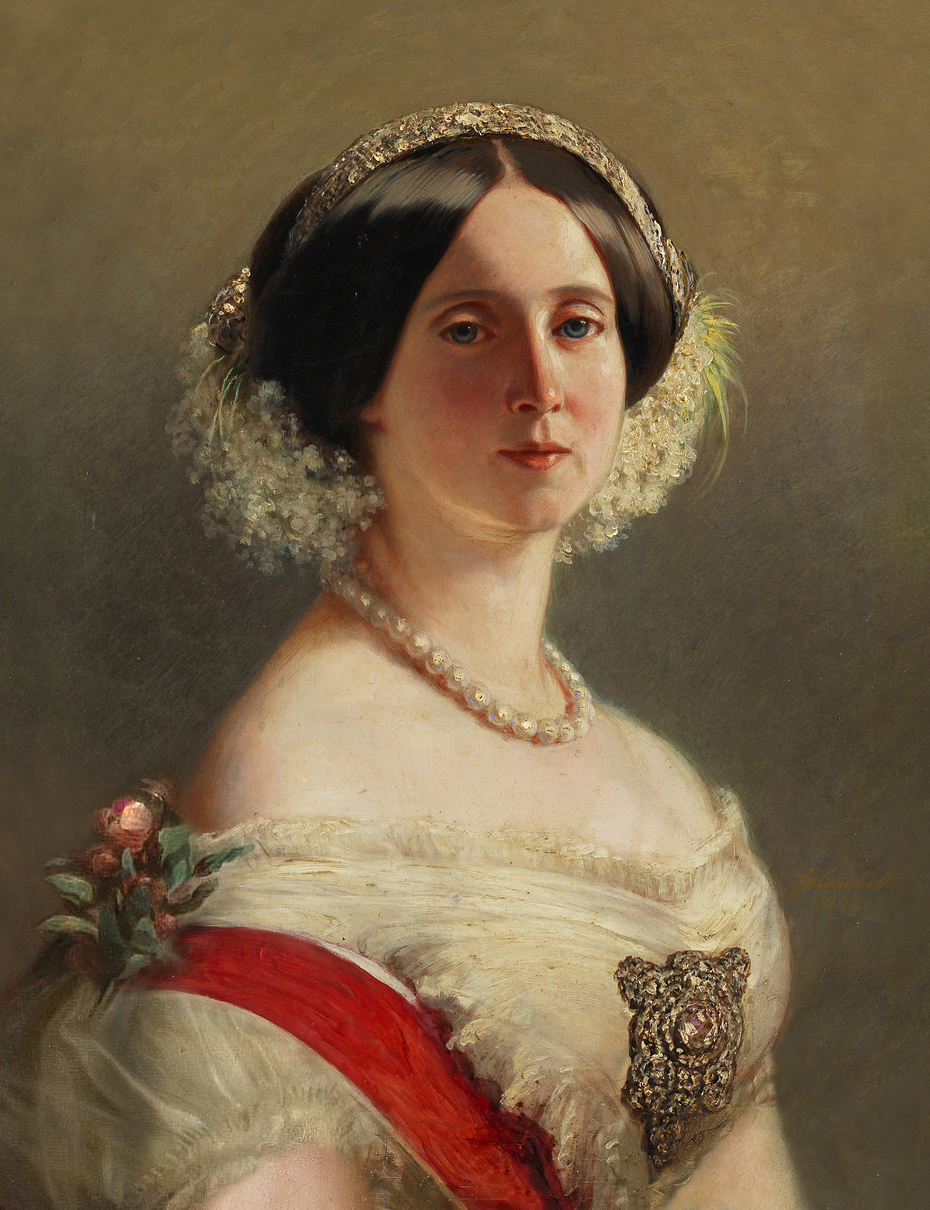
Augusta von Sachsen-Weimar-Eisenach (* 1811)

- 1811: Augusta von Sachsen-Weimar-Eisenach, Königin von Preußen und deutsche Kaiserin
- 1816: Paul Féval, französischer Schriftsteller
- 1818: Anna van Sandick, niederländische Malerin
- 1821: Cenobio Paniagua, mexikanischer Komponist
- 1823: Rudolf von Gottschall, deutscher Schriftsteller und Literaturkritiker
- 1832ː Ann Maria Reeves Jarvis, US-amerikanische Sozialaktivistin, „Mutter des Muttertages“
- 1832: Frederick Roberts, 1. Earl Roberts, britischer Feldmarschall
- 1833: Ferdinand von Saar, österreichischer Schriftsteller
- 1834: Andreas Heusler, Schweizer Jurist, Rechtshistoriker und Politiker
- 1837: Joseph W. Clift, US-amerikanischer Politiker, Mitglied des Repräsentantenhauses
- 1840: Johan Svendsen, norwegischer Komponist
- 1843ː Mathilde in Bayern, Herzogin in Bayern aus dem Haus Wittelsbach, Prinzessin von Bourbon-Sizilien
- 1847ː Wilhelmina Drucker, niederländische Feministin
- 1850: Babette von Bülow, deutsche Schriftstellerin

#### 1851–1900

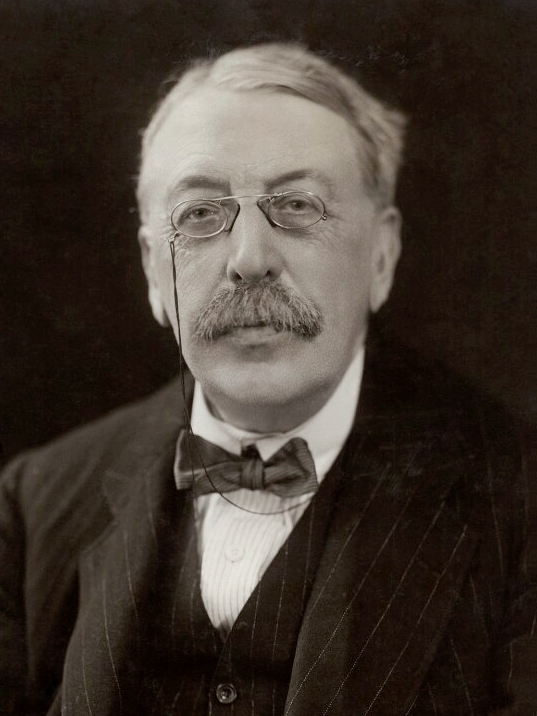
Charles Villiers Stanford (* 1852)

- 1852: Charles Villiers Stanford, irischer Komponist
- 1854: Anton Führer, deutscher Lehrer, Schulleiter und Autor
- 1855: Pieter van Romburgh, niederländischer Chemiker und Hochschulprofessor
- 1857: Hermann Sudermann, deutscher Schriftsteller
- 1859: Gustav Kampmann, deutscher Maler und Grafiker
- 1859: Felix Lensing, deutscher Landwirt, Politiker und Mitglied des Reichstags
- 1861: William Wrigley junior, US-amerikanischer Industrieller
- 1862: Georgi Eduardowitsch Konjus, russischer Komponist
- 1862: Josef Laßletzberger, österreichischer Militärkapellmeister und Komponist
- 1863: Theodor Reismann-Grone, deutscher Verleger und Politiker

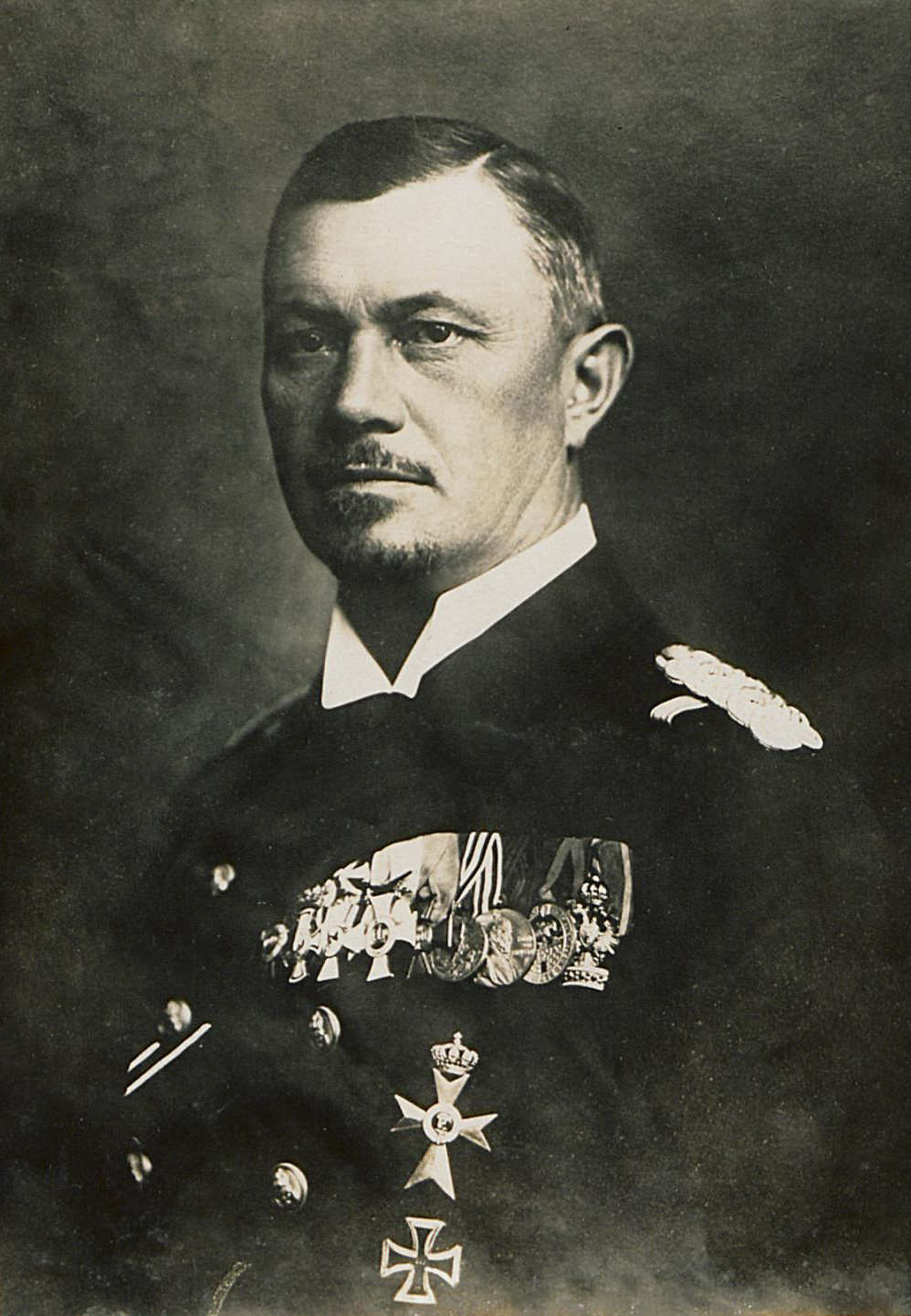
Reinhard Scheer (* 1863)

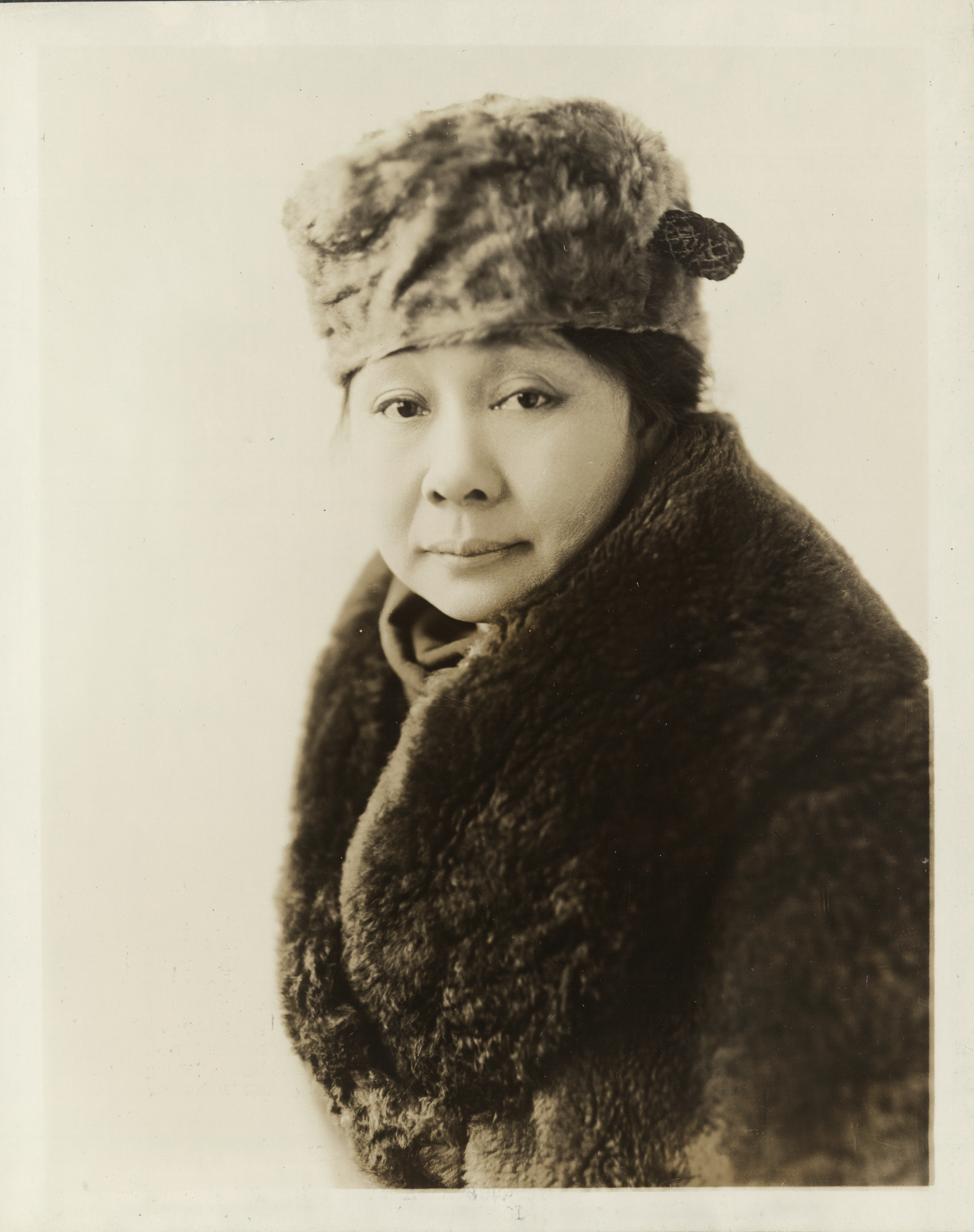
Sofia Reyes de Veyra (* 1876)

- 1863: Reinhard Scheer, deutscher Admiral
- 1864: Max Laeuger, deutscher Künstler
- 1864: Rudolf Löw, Schweizer Musiker und Gymnasiallehrer
- 1864: Themistocles Żammit, maltesischer Forscher
- 1865: Joseph Gaudentius Anderson, US-amerikanischer Weihbischof
- 1866: Margarete von Vahsel, deutsche Theaterschauspielerin und Opernsängerin
- 1870: Hans Langmaack, deutscher Schauspieler, Hörspielsprecher, -regisseur, Rezitator und Schauspiellehrer
- 1870: Jean Perrin, französischer Physiker
- 1871: Jan Fabricius, niederländischer Dramatiker und Journalist
- 1871: Ruben Liljefors, schwedischer Komponist
- 1872: Wilhelm Lobsien, deutscher Schriftsteller
- 1874: Charles Vyner Brooke, Dritter und Letzter der weißen Rajas von Sarawak
- 1875: Fred Fisher, deutsch-US-amerikanischer Komponist
- 1876ː Sofia de Veyra, philippinische Frauenrechtlerin, Lehrerin und Schulgründerin
- 1879: Henri Casadesus, französischer Bratschist und Komponist
- 1879: Johan Falkberget, norwegischer Schriftsteller
- 1882: Hans Geiger, deutscher Kernphysiker

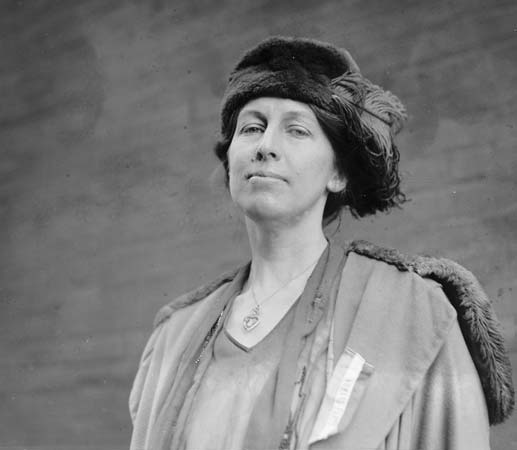
Nora Stanton Blatch Barney (* 1883)

- 1883: Nora Stanton Blatch Barney, US-amerikanische Bauingenieurin, Architektin und Frauenrechtlerin
- 1883: Ernst Hellinger, deutscher Mathematiker
- 1886: Wilhelm Marschall, deutscher Marineoffizier
- 1887: Lil Dagover, deutsche Schauspielerin
- 1888: Raulino Galvao, deutscher Hockeyspieler
- 1890: Higashiyama Chieko, japanische Schauspielerin
- 1891: Ernest Dainty, kanadischer Pianist, Organist, Komponist und Dirigent
- 1891: Otto Juljewitsch Schmidt, sowjetischer Geophysiker und Arktisforscher
- 1892: Heinz-Hellmuth von Wühlisch, deutscher Generalleutnant
- 1893: Otto Wernicke, deutscher Schauspieler
- 1894: Willi Krug, deutscher Elektrotechniker und Hochschullehrer
- 1895: Lewis Milestone, US-amerikanischer Regisseur
- 1897: Charlotte Wolff, deutsch-britische Schriftstellerin, Ärztin und Sexualwissenschaftlerin
- 1898: Renée Adorée, französische Schauspielerin
- 1898: Felix Kersten, deutsch-finnischer Medizinalrat und Massagearzt
- 1898: Charlotte von Monaco, monegassische Prinzessin
- 1899: Peter Kuhlen, deutscher Geistlicher, Mitbegründer der apostolischen Gemeinschaft
- 1900: Pedro Arispe, uruguayischer Fußballspieler
- 1900: Gastone Cerato, italienischer Ruderer
- 1900: Joaquín Pardavé, mexikanischer Schauspieler, Regisseur, Drehbuchautor und Komponist
- 1900: Wolfgang Triebel, deutscher Architekt und Hochschullehrer

### 20. Jahrhundert

#### 1901–1925
- 1901: Marcello Casanova, italienischer Ruderer
- 1901: Oskar Ritter, deutscher Fußballspieler
- 1901: Paul Thalmann, Schweizer Autor, Redakteur und Widerstandskämpfer im Spanischen Bürgerkrieg
- 1902: David Bernard Ast, US-amerikanischer Zahnarzt und Beamter
- 1903: Otto Ley, deutscher Motorradrennfahrer
- 1904: Alfred F. Havighurst, US-amerikanischer Historiker
- 1905: Nevill Francis Mott, britischer Physiker

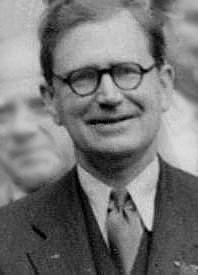
1905: Michael Powell (* 1905)

- 1905: Michael Powell, britischer Filmregisseur
- 1906: Václav Smetáček, tschechischer Dirigent und Komponist
- 1907: Adolf Baier, deutscher Gewerkschaftsfunktionär
- 1908: Ludwig Lallinger, deutscher Politiker
- 1908: Dawid Fjodorowitsch Oistrach, sowjetisch-ukrainischer Violinist
- 1908: Edzard Schaper, deutscher Schriftsteller und Übersetzer
- 1908: Wolfgang von Zeynek, deutscher Jurist
- 1909: Rudolf Schütrumpf, deutscher Palynologe
- 1911: Ed Danowski, US-amerikanischer American-Football-Spieler
- 1914: Baby Ray, US-amerikanischer American-Football-Spieler
- 1915: Lester Maddox, US-amerikanischer Politiker
- 1915: Ernst Müller-Hermann, deutscher Politiker und Journalist, MdL, MdB, MdEP
- 1916: Hassan Abdulaziz al-Saaty, ägyptischer Soziologe
- 1917: Park Chung-hee, koreanischer Staatspräsident
- 1917: Buddy Rich, US-amerikanischer Jazz-Schlagzeuger
- 1918: Lewis Nixon, US-amerikanischer Offizier
- 1918: René Rémond, französischer Historiker und Politologe
- 1919: Roberto Bonomi, argentinischer Automobilrennfahrer
- 1919: Cecil Green, US-amerikanischer Automobilrennfahrer
- 1920: Zhang Ailing, chinesisch-US-amerikanische Schriftstellerin
- 1920: Torbjörn Iwan Lundquist, schwedischer Komponist
- 1920: Ghasaros Sarjan, armenischer Komponist

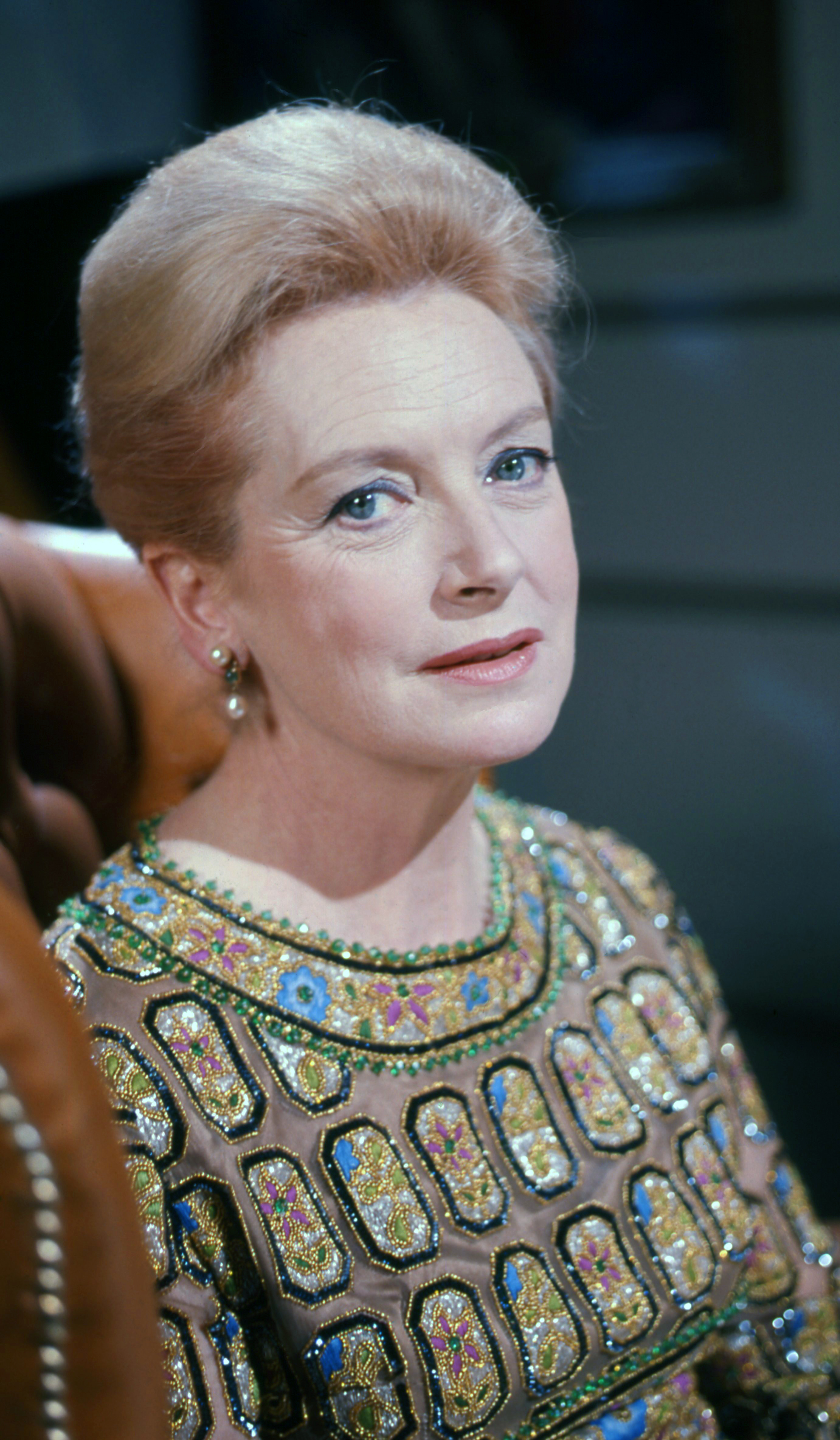
Deborah Kerr (* 1921)

- 1921: Deborah Kerr, britische Filmschauspielerin
- 1921: Leo Mülfarth, deutscher Autor und Hochschullehrer
- 1921: Stanisław Nagy, polnischer Theologe und Kardinal
- 1921: Aldo Parisot, US-amerikanischer Cellist und Musikpädagoge
- 1922: Joana Maria Gorvin, österreichische Schauspielerin
- 1922: Kurt Neubauer, Berliner Bürgermeister und Innensenator
- 1922: Oscar Pettiford, US-amerikanischer Jazz-Musiker (Bebop)
- 1923: Didier Poissant, französischer Regattasegler
- 1924: Truman Capote, US-amerikanischer Schriftsteller
- 1925: Horacio Armani, argentinischer Journalist und Lyriker

#### 1926–1950
- 1927ː Ingeborg Schild, deutsche Bauhistorikerin und Hochschullehrerin
- 1927: Alma von Stockhausen, deutsche Philosophin
- 1928: Emilio Caprile, italienischer Fußballspieler
- 1928: Jon Eardley, US-amerikanischer Jazztrompeter

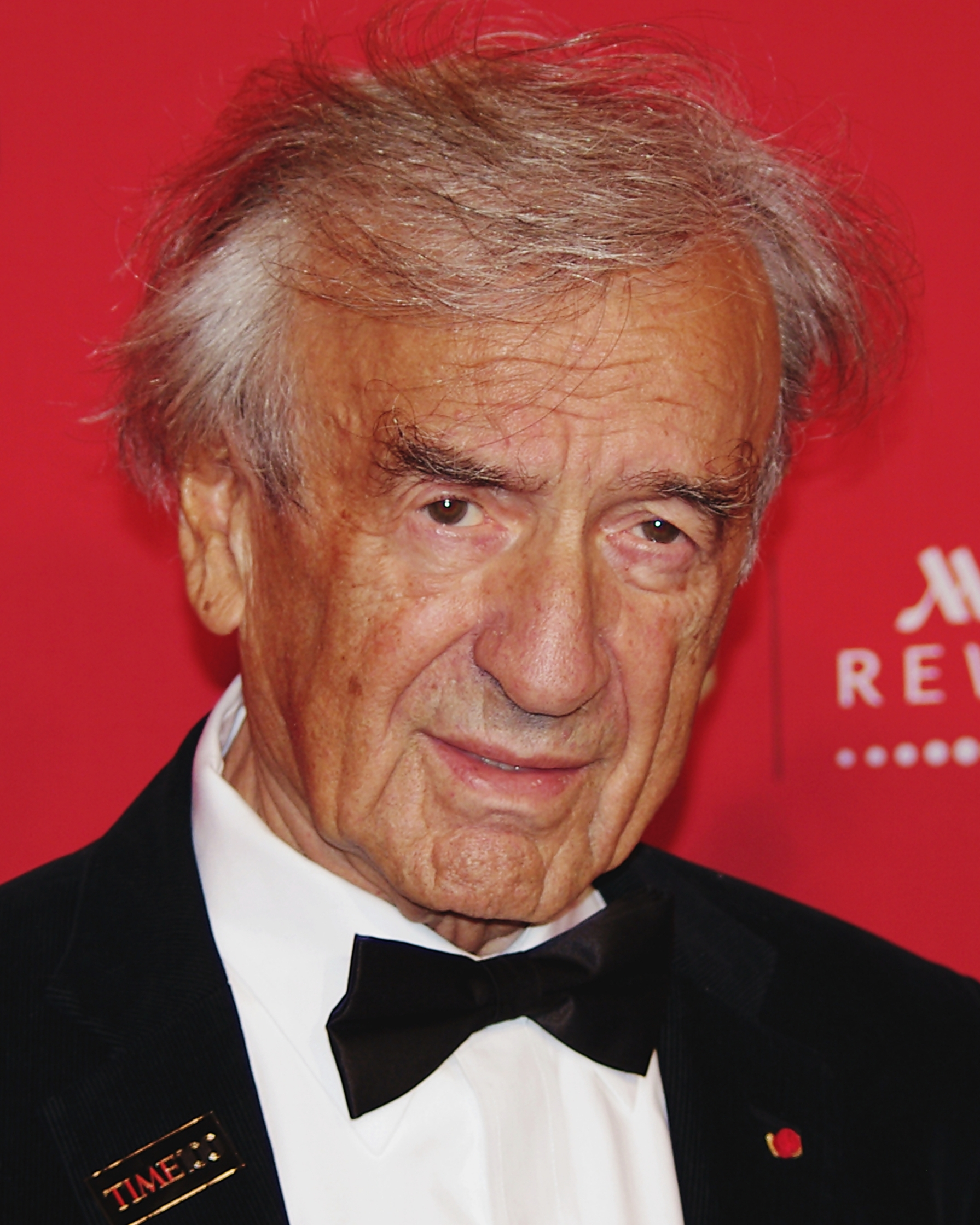
Elie Wiesel (* 1928)

- 1928: Elie Wiesel, US-amerikanischer Schriftsteller, Nobelpreisträger
- 1929: Kjell Askildsen, norwegischer Schriftsteller
- 1929: Dorothee Sölle, deutsche Theologin
- 1929: Paul Tremmel, deutscher Mundartdichter
- 1930: Vitín Avilés, puerto-ricanischer Sänger
- 1930: Paul Brandenburg, deutscher Bildhauer
- 1930: Jerónimo Tomás Abreu Herrera, Bischof von Mao-Monte Cristi
- 1930: Vytautas Astrauskas, litauischer Politiker
- 1931: Angie Dickinson, US-amerikanische Schauspielerin
- 1931: Eveline Gottzein, deutsche Ingenieurin
- 1931: Franciszek Gąsienica Groń, polnischer Nordischer Kombinierer und Trainer
- 1932: Heinz Behrens, deutscher Schauspieler
- 1932: Shintarō Ishihara, japanischer Schriftsteller und Politiker
- 1932: Hiroyuki Itsuki, japanischer Schriftsteller
- 1933: Michel Aoun, libanesischer Offizier und Politiker
- 1933: János Flesch, ungarischer Schachspieler
- 1933ː Cissy Houston, US-amerikanische Gospel- und Soul-Sängerin
- 1933: Don Willis, US-amerikanischer Rockabilly-Musiker
- 1934: Alan A’Court, englischer Fußballspieler

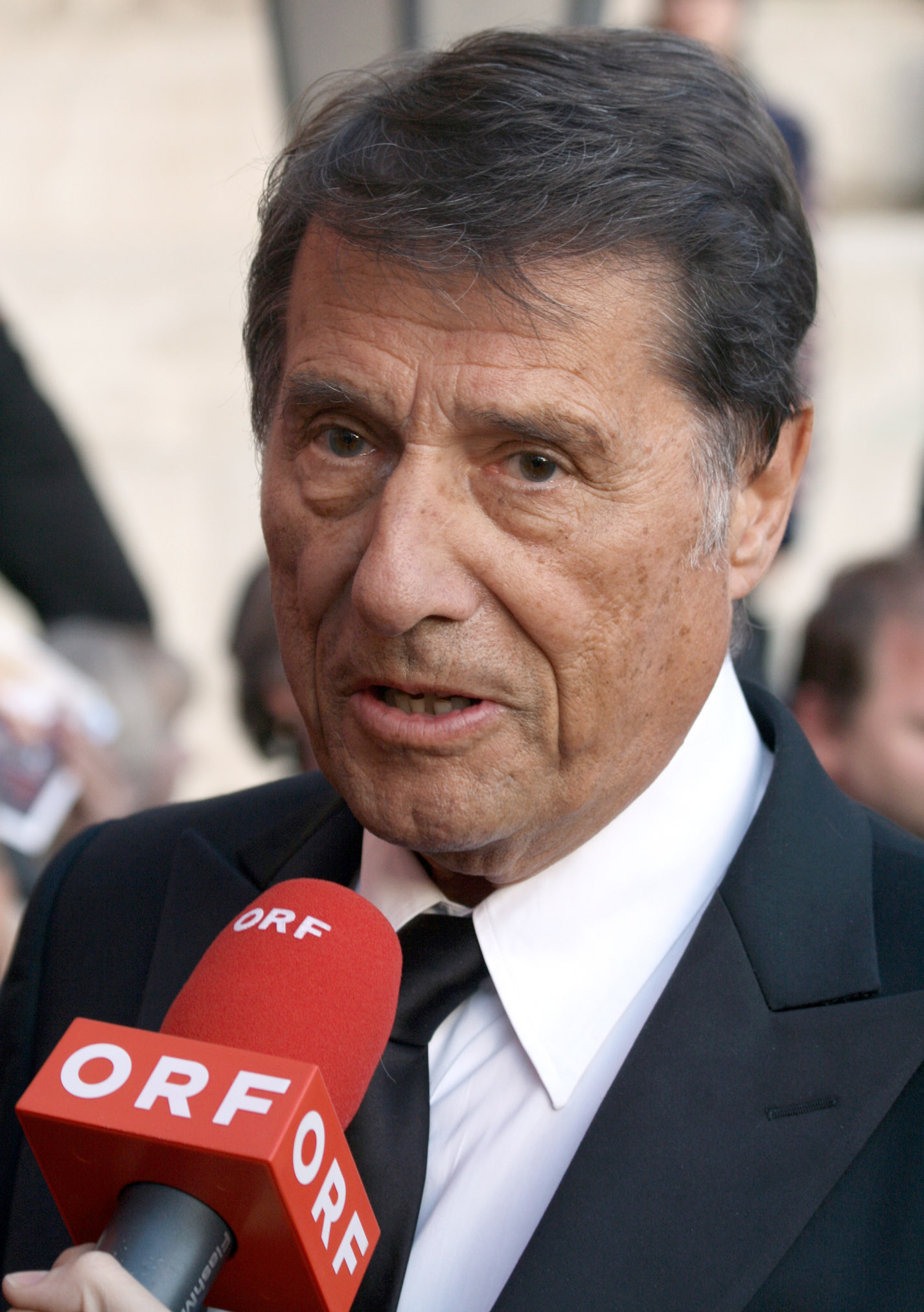
Udo Jürgens (* 1934)

- 1934: Udo Jürgens, österreichischer Komponist und Sänger
- 1935: Luboš Fišer, tschechischer Komponist
- 1935: Johnny Mathis, US-amerikanischer Popsänger
- 1936: Monique Cecconi-Botella, französische Komponistin und Musikpädagogin
- 1936: Dieter Heistermann, deutscher Politiker, MdB
- 1937: Jurek Becker, deutscher Schriftsteller
- 1937: Johannes Grützke, deutscher Maler, Zeichner und Druckgrafiker
- 1937: Gary Hocking, rhodesischer Motorradrennfahrer
- 1937: Walentyn Sylwestrow, ukrainischer Komponist
- 1938: Gerd Aberle, deutscher Wirtschafts- und Verkehrswissenschaftler
- 1938: Walter Aufhammer, deutscher Pflanzenbauwissenschaftler
- 1938: Dieter Hundt, deutscher Unternehmer, Arbeitgeber- und Fußballfunktionär
- 1938: Kees Vlak, niederländischer Komponist
- 1939: Bata Illic, serbischer deutschsprachiger Schlagersänger

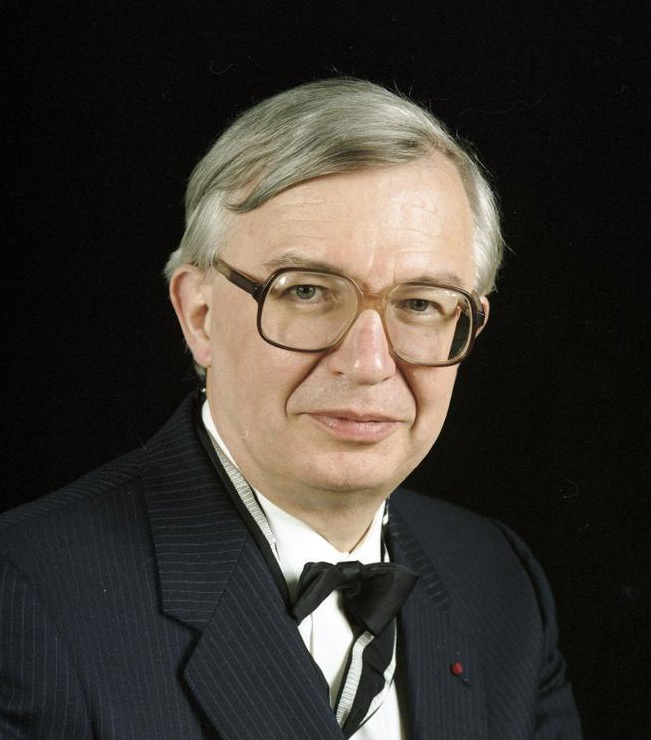
Jean-Marie Lehn (* 1939)

- 1939: Jean-Marie Lehn, französischer Chemiker, Nobelpreisträger
- 1940: Harry Jerome, kanadischer Leichtathlet
- 1940: Mady Riehl, deutsche Schlagersängerin, Schauspielerin und Fernsehmoderatorin
- 1941: Britt Eleonora Arenander, schwedische Schriftstellerin, Übersetzerin und Journalistin
- 1941: Paul Bremer, US-amerikanischer Diplomat, Zivilverwalter des Irak
- 1941: Reine Wisell, schwedischer Automobilrennfahrer
- 1942: Bernd Anders, deutscher Boxer
- 1942: Andrzej Dutkiewicz, polnischer Komponist, Pianist und Musikpädagoge
- 1943: Ray Burke, irischer Politiker, Minister
- 1943: Johann Deisenhofer, deutscher Physiker, Nobelpreisträger
- 1944: Jean-Louis Debré, französischer Jurist und Politiker, Präsident der Nationalversammlung und des Verfassungsgerichts
- 1944: Bernd Meinunger, deutscher Liedtexter
- 1945: Franz-Josef Kemper, deutscher Leichtathlet
- 1945: Yoshiyuki Miyake, japanischer Gewichtheber

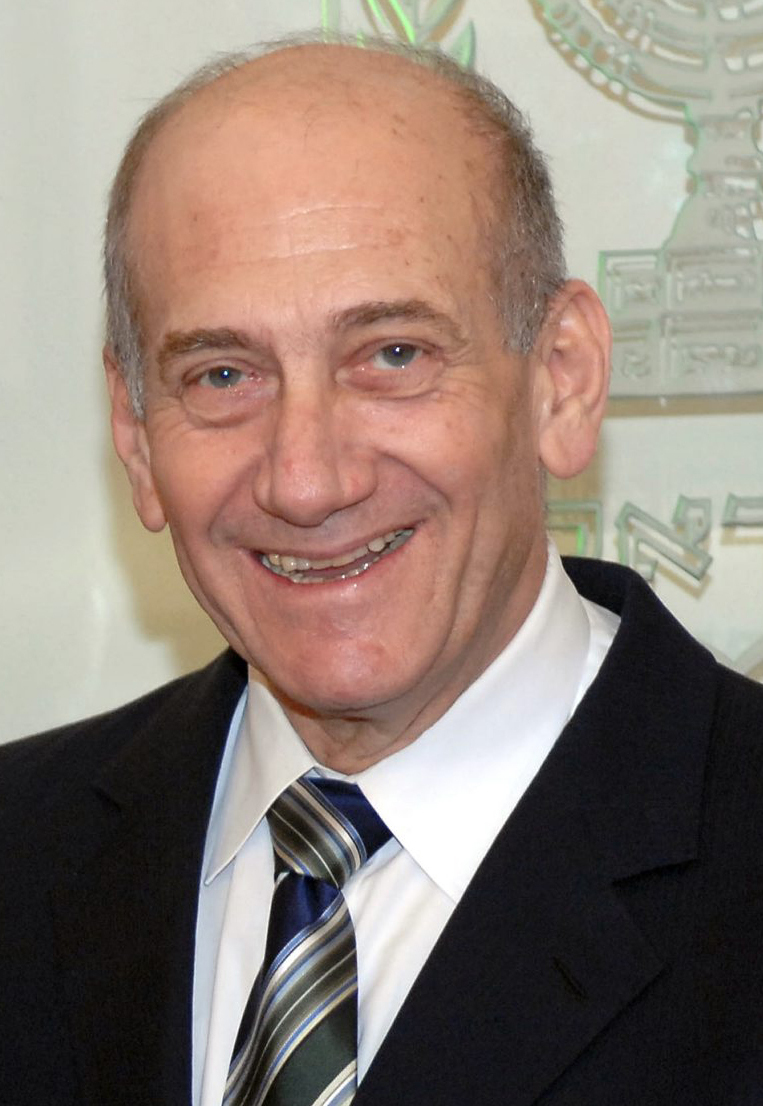
Ehud Olmert (* 1945)

- 1945: Ehud Olmert, israelischer Politiker, Ministerpräsident
- 1945: Ralph Siegel, deutscher Komponist und Musikproduzent
- 1946: Margit Grüger, deutsche Malerin
- 1946: Fredy Knie, Schweizer Zirkusdirektor
- 1946: Héctor Lavoe, puerto-ricanischer Salsasänger
- 1946: Jochen Mass, deutscher Automobilrennfahrer
- 1947: Michael Adams, deutscher Rechts- und Wirtschaftswissenschaftler
- 1947: Marc Bolan, britischer Musiker (T. Rex)
- 1949: Eleanor Alberga, jamaikanisch-britische Komponistin
- 1949: Klaus Westebbe, deutscher Handballspieler
- 1950: Mariano García Remón, spanischer Fußballtrainer

#### 1951–1975

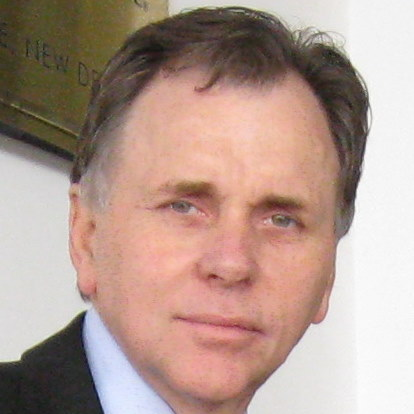
Barry Marshall (* 1951)

- 1951: Barry Marshall, australischer Mediziner und Nobelpreisträger
- 1951: Kapka Panajotowa, bulgarische Ruderin
- 1952: Glenn Leslie Aitken, englischer Fußballspieler
- 1952: Al Leong, US-amerikanischer Schauspieler und Stuntman
- 1953: Deborah Allen, US-amerikanische Country-Sängerin
- 1954: Patrice Rushen, US-amerikanische Rhythm-and-Blues-Sängerin
- 1954: Basia Trzetrzelewska, polnische Sängerin (Matt Bianco)
- 1955: George Augustin, indischer Theologe und Priester
- 1955: Andreas von Bechtolsheim, deutscher Informatiker und Unternehmer
- 1955: Jutta Richter, deutsche Kinder- und Jugendbuchautorin
- 1956: Frank Arnesen, dänischer Fußballspieler
- 1956: Melissa Franklin, kanadisch-US-amerikanische Teilchenphysikerin
- 1956: Désirée Nick, deutsche Entertainerin, Schauspielerin und Autorin

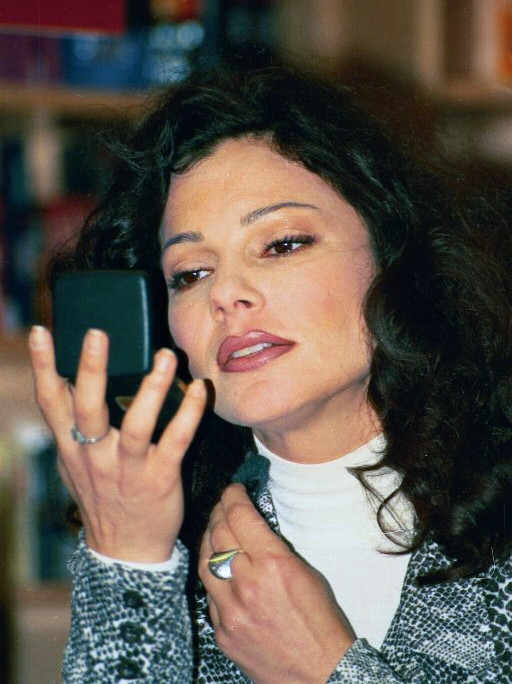
Fran Drescher (* 1957)

- 1957: Fran Drescher, US-amerikanische Schauspielerin
- 1957: Michael Spitzbart, deutscher Arzt
- 1958: Marty Stuart, US-amerikanischer Country-Musiker
- 1959: Xiomara Castro, honduranische Politikerin, Präsidentin von Honduras
- 1959: Jana Gantnerová-Šoltýsová, tschechoslowakische Skirennläuferin
- 1960: Blanche Lincoln, US-amerikanische Politikerin
- 1961: Eric van de Poele, belgischer Automobilrennfahrer
- 1961: Eric Stoltz, US-amerikanischer Schauspieler und Regisseur
- 1962: Raúl Abzueta, venezolanischer Musiker, Bandleader, Komponist, Autor und Musikveranstalter
- 1962: Jan-Gregor Kremp, deutscher Schauspieler
- 1962: Oscar Pometti, argentinischer Tangosänger und Gitarrist
- 1962: Frank Rijkaard, niederländischer Fußballspieler
- 1964: Trey Anastasio, US-amerikanischer Gitarrist

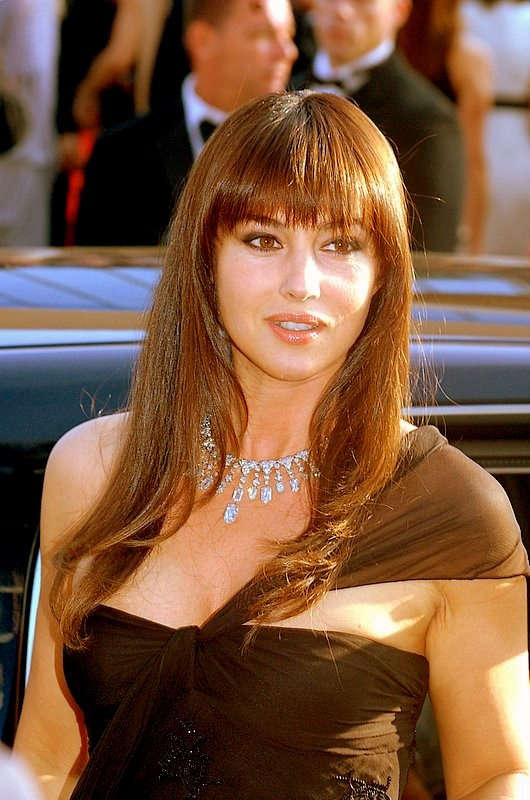
Monica Bellucci (* 1964)

- 1964: Monica Bellucci, italienische Schauspielerin
- 1964: Jürgen Querengässer, deutscher Handballspieler
- 1964: Susana Zabaleta, mexikanische Sängerin und Schauspielerin
- 1965: Omid Djalili, britischer Filmschauspieler und Komiker
- 1965: Christoph Staude, deutscher Komponist
- 1967: Niki Nowotny, deutscher Hörspielsprecher und Videoproduzent
- 1969: Andres Anvelt, estnischer Politiker
- 1969: Amy Landecker, US-amerikanische Schauspielerin
- 1970: Kena Amoa, deutscher Fernsehmoderator, Redakteur und Reporter
- 1970: Damian Mori, australischer Fußballspieler
- 1970: Pierre Thilloy, französischer Komponist
- 1971: Jenna Elfman, US-amerikanische Schauspielerin
- 1972: Gonçalo Amorim, portugiesischer Radrennfahrer
- 1972: Ari Behn, norwegischer Schriftsteller, Ehemann von Prinzessin Märtha Louise von Norwegen
- 1972: Adam Juretzko, deutscher Ringer
- 1972: José Lima, dominikanischer Baseballspieler
- 1972: Yū Nagashima, japanischer Schriftsteller
- 1972: François Sarhan, französischer Komponist
- 1974: Liisa Anttila, finnische Orientierungsläuferin, Ski-Orientierungsläuferin und Skilangläuferin
- 1974: Daniel Wu, sinoamerikanischer Schauspieler
- 1975: Jay Asher, US-amerikanischer Schriftsteller
- 1975: Marion Cotillard, französische Schauspielerin
- 1975: Dennis Gentenaar, niederländischer Fußballspieler
- 1975: Christopher Jackson, US-amerikanischer Film- und Theaterschauspieler
- 1975: Laure Pequegnot, französische Skirennläuferin

#### 1976–2000
- 1976: Bligg, Schweizer Rapper

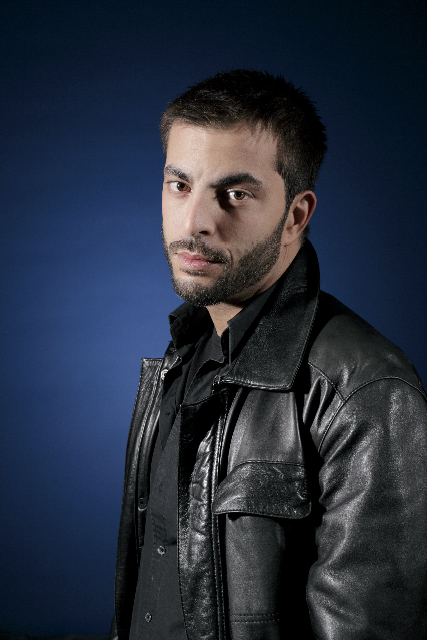
Bligg (* 1976)

- 1976: Yves Rüedi, Schweizer Bundesrichter
- 1977: Roy Carroll, nordirischer Fußballspieler
- 1977: David García, spanischer Radrennfahrer
- 1977: Tobias Schlegl, deutscher Radio- und Fernsehmoderator, Musiker und Autor
- 1978: Martin Kolozs, österreichischer Schriftsteller und Verleger
- 1979: Andreas Augustin, deutscher Politiker
- 1979: Rushad Eggleston, US-amerikanischer Cellist, Kazoospieler, Jazzsänger und Komponist
- 1979: Quido Lanzaat, niederländischer Fußballspieler
- 1979: Andy van der Meyde, niederländischer Fußballspieler
- 1980: Dante Guimarães Amaral, brasilianischer Volleyballspieler
- 1980: Roland Bonjour, Schweizer Schauspieler
- 1980: Christian Cantwell, US-amerikanischer Leichtathlet, Kugelstoßweltmeister

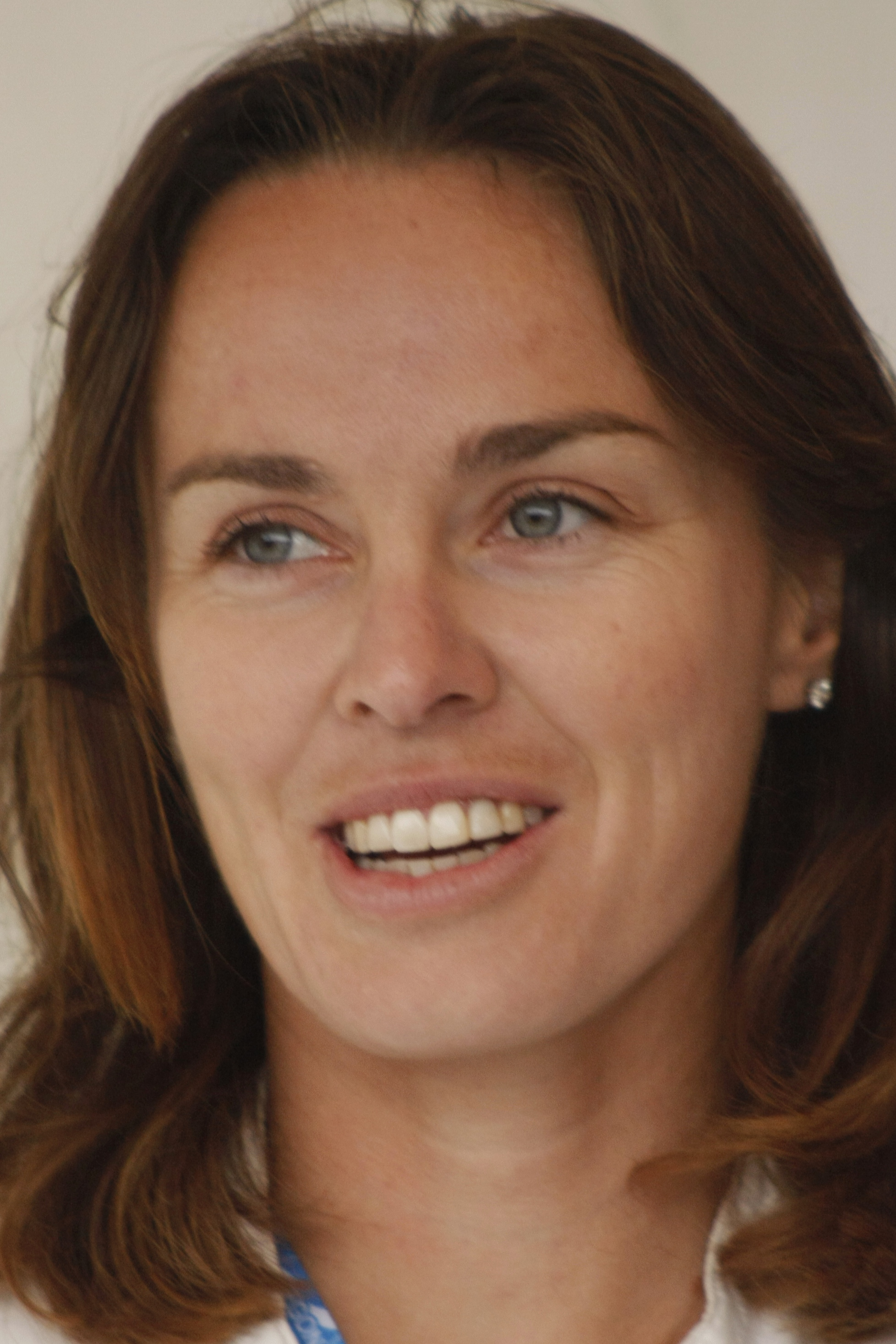
Martina Hingis (* 1980)

- 1980: Martina Hingis, Schweizer Tennisspielerin
- 1980: Stefan Lindemann, deutscher Eiskunstläufer
- 1981: Cecelia Ahern, irische Schriftstellerin, Dramatikerin und Drehbuchautorin
- 1981: Igor Konstantinowitsch Kunizyn, russischer Tennisspieler
- 1982: Fero Andersen, deutscher Fernsehmoderator
- 1982: Lacey Chabert, US-amerikanische Schauspielerin
- 1984: Juan Pablo Caffa, argentinischer Fußballspieler
- 1984: Nemanja Rnić, serbischer Fußballspieler
- 1985: Olcan Adın, türkischer Fußballspieler
- 1985: Simon Kremer, deutscher Journalist, Buchautor und Kolumnist
- 1985: Katrina Law, US-amerikanische Schauspielerin
- 1985: Noko Matlou, südafrikanische Fußballspielerin
- 1985: Cristian Rodríguez, uruguayischer Fußballspieler
- 1985: Téa Obreht, US-amerikanische Schriftstellerin
- 1985: T-Pain, US-amerikanischer R&B-Sänger und Musikproduzent
- 1986: Sailan Adamow, kirgisischer Billardspieler
- 1986: Marvin Angulo, costa-ricanischer Fußballspieler

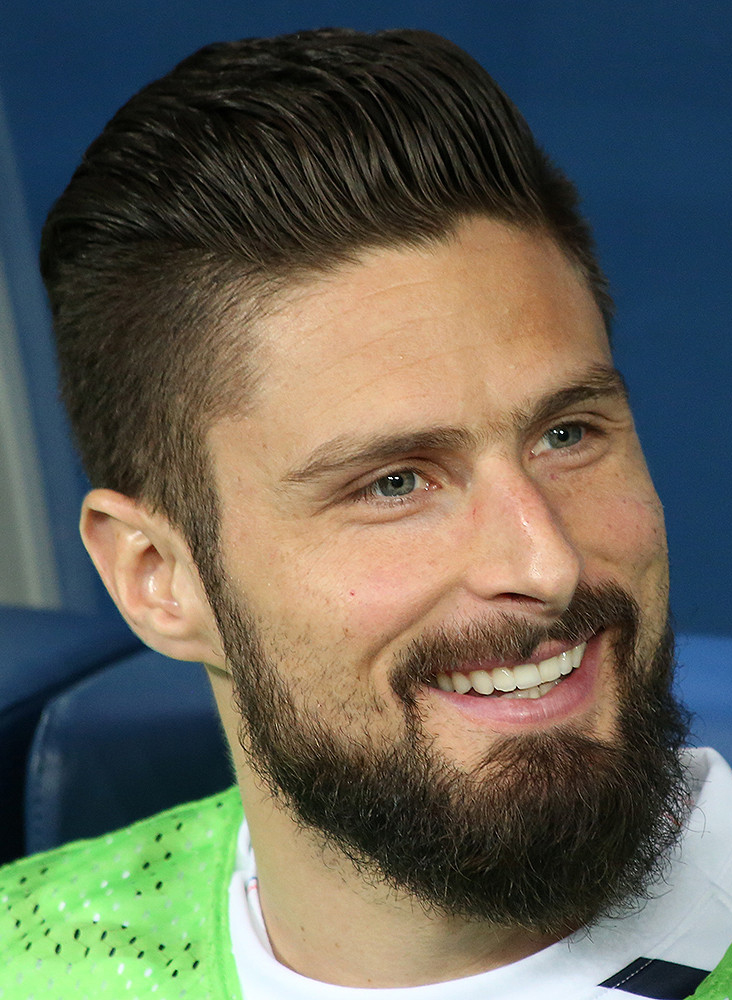
Olivier Giroud (* 1986)

- 1986: Olivier Giroud, französischer Fußballspieler
- 1986: David Parolo, Schweizer Handballspieler
- 1987: Ramy Ashour, ägyptischer Squashspieler
- 1987: Aida Garifullina, russische Opernsängerin
- 1988: Rodrigo Barbosa, brasilianischer Automobilrennfahrer
- 1988: Mathias Fetsch, deutscher Fußballspieler
- 1988: Joshua John, niederländischer Fußballspieler
- 1988: Steffen Puttkammer, deutscher Fußballspieler
- 1988: Patrick Schulz, deutscher Handballtorwart
- 1989: Lukas Hofer, italienischer Biathlet
- 1990: Dominique Aegerter, Schweizer Motorradrennfahrer
- 1990: Osama Malik, australischer Fußballspieler
- 1990: Tobias Weihe, deutscher Schauspieler
- 1991: Marcos Álvarez, deutscher Fußballspieler
- 1992: Marco Cecchinato, italienischer Tennisspieler
- 1992: MC Smook, deutscher Rapper
- 1992: Ezra Miller, US-amerikanischer Schauspieler
- 1993: Philipp Max, deutscher Fußballspieler
- 1994: Elisabeth Kappaurer, österreichische Skirennläuferin

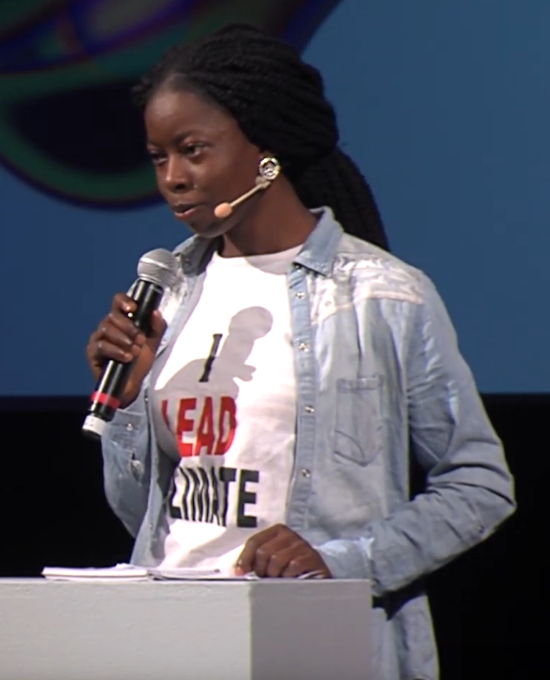
Adenike Oladosu (* 1994)

- 1994: Adenike Oladosu, nigerianische Klimaaktivistin und Ökofeministin
- 1995: Victor Andrade, brasilianischer Fußballspieler
- 1996: Nico Elvedi, Schweizer Fußballspieler
- 1996: Alexander Nübel, deutscher Fußballtorhüter
- 1996: Isaiah Oliver, US-amerikanischer American-Football-Spieler
- 1997: Nouran Gohar, ägyptische Squashspielerin
- 1997: Jana Alexejewna Kudrjawzewa, russische rhythmische Sportgymnastin
- 1997: Max Verstappen, niederländischer Automobilrennfahrer
- 1998: Przemysław Pancerz, polnischer Biathlet
- 1999: Arón Canet, spanischer Motorradrennfahrer
- 1999: Flávia Saraiva, brasilianische Turnerin
- 2000: Beatrice Trabucchi, italienische Biathletin

### 21. Jahrhundert
- 2002: Maddie Ziegler, US-amerikanische Tänzerin
- 2006: Lola Höller, deutsche Schauspielerin

## Gestorben

### Vor dem 16. Jahrhundert
- 0420: Hieronymus, Kirchenvater, Sprachgelehrter und Theologe der alten Kirche, Schutzpatron der Übersetzer
- 0653: Chindaswinth, König der Westgoten
- 0653: Honorius von Canterbury, Erzbischof von Canterbury
- 0788: Abd ar-Rahman I., erster Emir von Córdoba
- 1138: Reginmar, Bischof im Bistum Passau
- 1148: Magnús Einarsson, Bischof von Skálholt in Island
- 1149: Arnaud de Lévezou, Prior der Abtei von Cassan
- 1184: Arnaud de Toroge, neunter Großmeister des Templerordens
- 1227: Konrad von Urach, Kardinalbischof von Porto, Kardinallegat in Frankreich und Deutschland und Zisterzienserabt

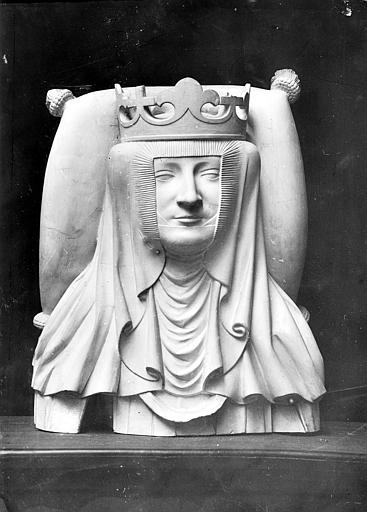
Isabeau de Bavière († 1435)

- 1246: Jaroslaw II. Wsewolodowitsch, russischer Großfürst
- 1292: Wilhelm I., Herzog von Braunschweig-Wolfenbüttel
- 1314: Jolanda I. von Lusignan, französische Adelige
- 1327: Dino del Garbo, italienischer Mediziner und Hochschullehrer
- 1336: Katharina von Savoyen, Prinzessin von Savoyen
- 1351: Musō Soseki, japanischer Zen-Meister, Politikberater, Gartengestalter und Kalligraph; Begründer der japanischen Teezeremonie
- 1393: Richard Cergeaux, englischer Adliger und Politiker
- 1435: Isabeau de Bavière, Königin von Frankreich
- 1440: Reginald Grey, 3. Baron Grey of Ruthin, englischer Adliger
- 1441: Johann II. von Reisberg, Erzbischof von Salzburg
- 1448: Carlo II. Tocco, Pfalzgraf von Kefalonia und Despot von Epirus
- 1457: Bruno Warendorp, Ratsherr und Bürgermeister der Hansestadt Lübeck
- 1479: Margarethe von Savoyen, Königin von Sizilien, Pfalzgräfin und Gräfin von Württemberg
- 1487: John Sutton, 1. Baron Dudley, englischer Soldat und Politiker

### 16. bis 18. Jahrhundert
- 1547ː Maria van Oisterwijk, niederländische Begine und Mystikerin
- 1551: Ōuchi Yoshitaka, japanischer Kriegsherr
- 1558: Jobst Kettwig, Dresdner Ratsherr und Bürgermeister
- 1560: Melchior Cano, spanischer Theologe und Philosoph
- 1565: Matthäus Delius, deutscher Pädagoge
- 1572: Francisco de Borja, dritter General der Jesuiten
- 1581: Hubert Languet, französischer Diplomat, Jurist und reformierter Theologe
- 1597: Johann V. von Pernstein, böhmisch-mährischer Adliger und Direktor der kaiserlichen Artillerie
- 1598: Wilhelm I., Graf von Schwarzburg-Frankenhausen
- 1602: Katharina von Brandenburg-Küstrin, Kurfürstin von Brandenburg
- 1612: Federico Barocci, italienischer Maler

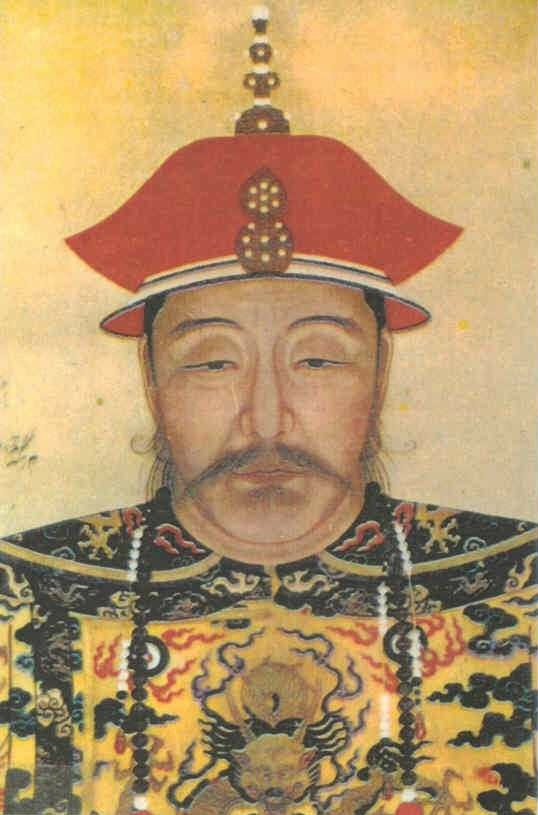
Nurhaci († 1626)

- 1626: Nurhaci, mandschurischer Kaiser von China
- 1627: Tianqi, chinesischer Kaiser der Ming-Dynastie
- 1628: Fulke Greville, 1. Baron Brooke, englischer Staatsmann und Schriftsteller
- 1632: Thomas Allen, englischer Mathematiker und Astrologe
- 1635: Kanō Sanraku, japanischer Maler
- 1640: Charles de Lorraine, duc de Guise, Herzog von Guise
- 1640: Jacopo da Empoli, italienischer Maler
- 1652: Abraham Keyser, deutscher Jurist und Diplomat
- 1659: Giovanni Pesaro, 103. Doge von Venedig
- 1666: Tönnies Blome, deutscher Bildhauer
- 1676: Elisabeth Hoffmann, deutsche Pfarrersgattin und Wirtin, Opfer der Hexenverfolgung in Idstein
- 1680: Johann Grueber, Missionar und Forschungsreisender
- 1691: Catharina Hooft, niederländische Patrizierin und Persönlichkeit aus dem Goldenen Zeitalter der Niederlande
- 1701: Ferdinand Ludwig von Kolowrat-Liebsteinsky, General und Großprior des Malteserordens
- 1703: Caspar Adelmann, deutscher Jesuitengelehrter und Lehrer

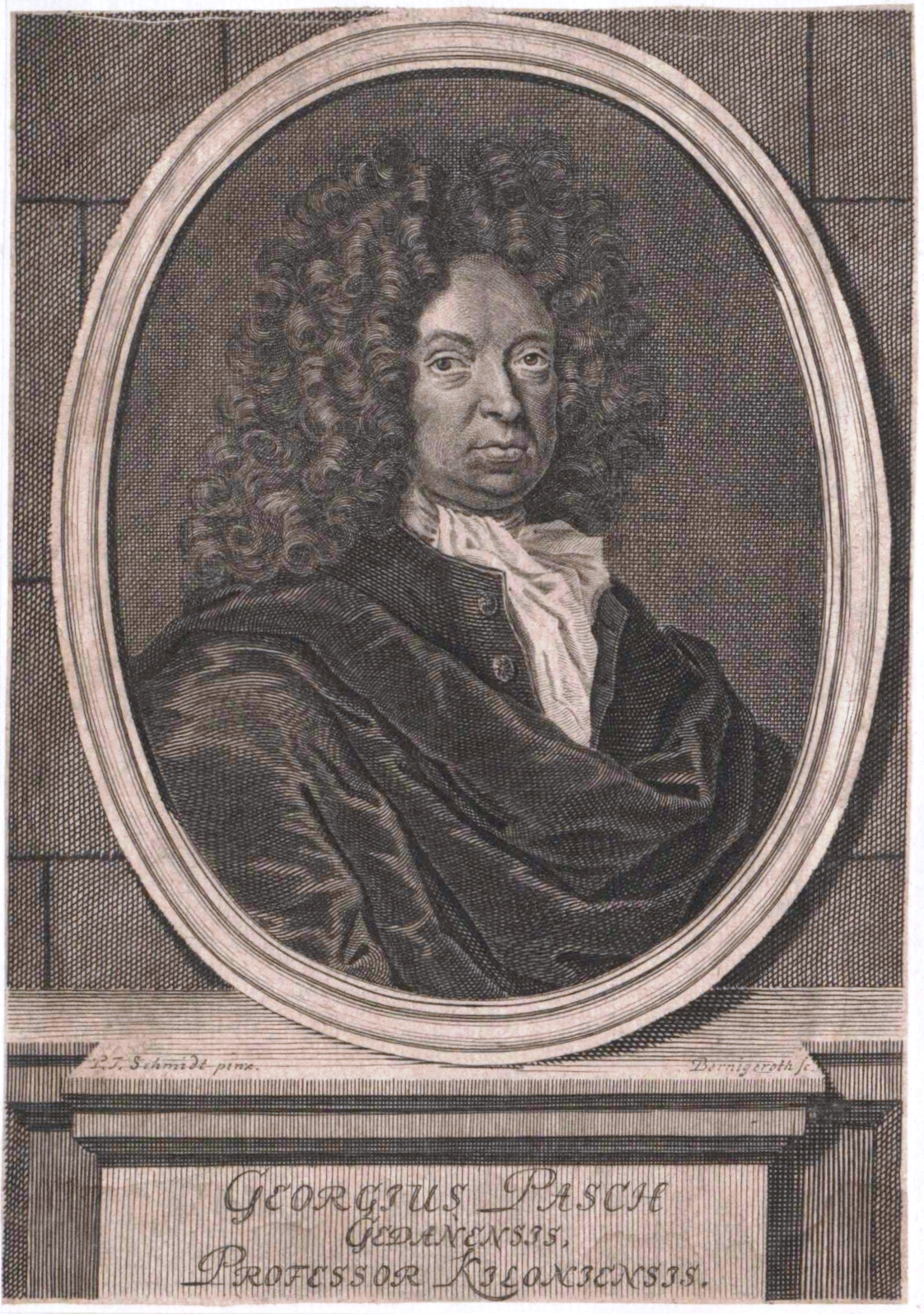
Georg Pasch († 1707)

- 1707: Georg Pasch, deutscher Ethnologe, Logiker und evangelischer Theologe
- 1708: Bärmann Fränkel, Landesrabbiner des Markgraftum Ansbach
- 1716: Heinrich Georg Neuss, deutscher Kirchenlieddichter
- 1753: Ferdinand Delamonce, französischer Architekt, Maler und Zeichner
- 1755: Francesco Durante, neapolitanischer Komponist
- 1758: Alberico Archinto, italienischer Kardinal
- 1759: Martin Knobloch, deutscher Pädagoge und evangelischer Theologe
- 1762: Jacques Daviel, französischer Arzt
- 1766: Marie-Victoire de Noailles, französische Adelige
- 1770: George Whitefield, englischer Prediger und Begründer des Methodismus
- 1779: Diego José Abad, spanischer Jesuit, Schriftsteller, Pädagoge und Humanist
- 1781: Jean-Baptiste Leprince, französischer Maler
- 1785: Johann Jacob Moser, württembergischer Staatsrechtslehrer
- 1797: Friedrich Christoph Jonathan Fischer, deutscher Historiker und Rechtswissenschaftler

### 19. Jahrhundert
- 1802: Michail Iwanowitsch Koslowski, russischer Bildhauer und Hochschullehrer
- 1811: Thomas Percy, englischer Dichter und anglikanischer Bischof
- 1819: Nicolas Roze, französischer Komponist
- 1826: Clara Anschel, deutsche Schriftstellerin und Schauspielerin
- 1829: Johann Christoph Spiess, deutscher reformierter Pfarrer und Konsistorialrat in Frankfurt am Main
- 1834: François-Antoine Jecker, französischer Instrumentenbauer
- 1834: Georg Christian Franz Kübel, Bürgermeister von Heilbronn
- 1839: Joseph François Michaud, französischer Historiker

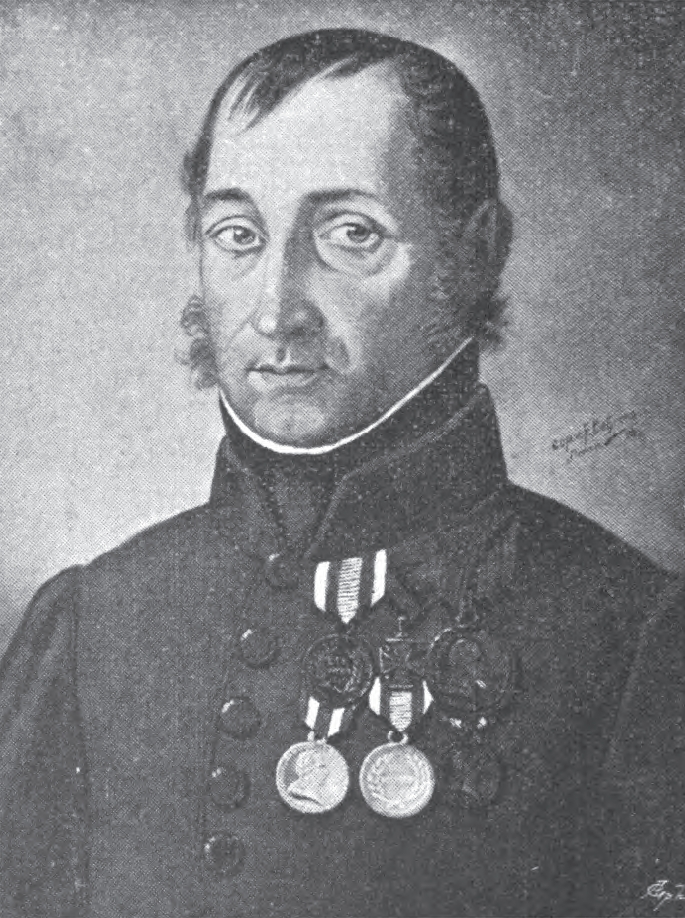
Johann Baptist Türk († 1841)

- 1841: Johann Baptist Türk, österreichischer Freiheitskämpfer
- 1846: Wilhelm Adolf Becker, deutscher Archäologe und Historiker
- 1848: Joseph Ignaz Düntzer, deutscher Wundarzt und Geburtshelfer
- 1849: Silas H. Jennison, US-amerikanischer Politiker
- 1852: Constans Pontin, schwedischer Schriftsteller und Jurist
- 1854: Józef Chłopicki, polnischer General
- 1864: Joseph Glover Baldwin, US-amerikanischer Schriftsteller, Politiker und Jurist
- 1864: Christian August Münckner, deutscher evangelischer Theologe
- 1882: Alois von Anreiter, österreichischer Miniaturmaler
- 1886: Franz Adam, deutscher Schlachten- und Pferdemaler sowie Lithograf
- 1886: Max Preßler, deutscher Ingenieur, Forstwissenschaftler, Erfinder und Ökonom
- 1887: Josef Matras, österreichischer Schauspieler und Sänger
- 1888: Catherine Eddowes, vermutlich viertes Opfer Jack the Rippers
- 1888: Friedrich Karl Heinrich Otto Gebhardt, deutscher Jurist und Politiker
- 1888: Eunice Newton Foote, US-amerikanische Erfinderin und Forscherin
- 1888: Elizabeth Stride, vermutlich drittes Opfer von Jack the Ripper
- 1891: Georges Boulanger, französischer General

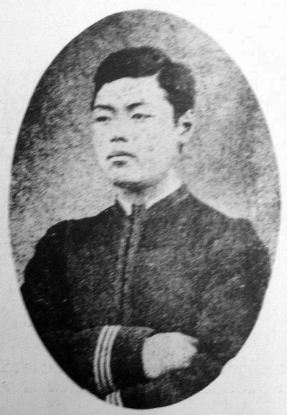
Tsuda Sanzo († 1891)

- 1891: Tsuda Sanzō, japanischer Polizist und Attentäter
- 1892: Hector Crémieux, französischer Librettist und Dramatiker
- 1895: Heinrich Joseph Adami, österreichischer Schriftsteller und Zeitungsjournalist
- 1895: August Steinmeyer, deutscher Vollmeier und Politiker
- 1897: Leopold Auerbach, deutscher Anatom und Pathologe
- 1897: Therese von Lisieux, französische Karmelitin
- 1898: James Edward Tierney Aitchison, englischer Arzt, Botaniker, Pflanzensammler und Reisender

### 20. Jahrhundert

#### 1901–1950

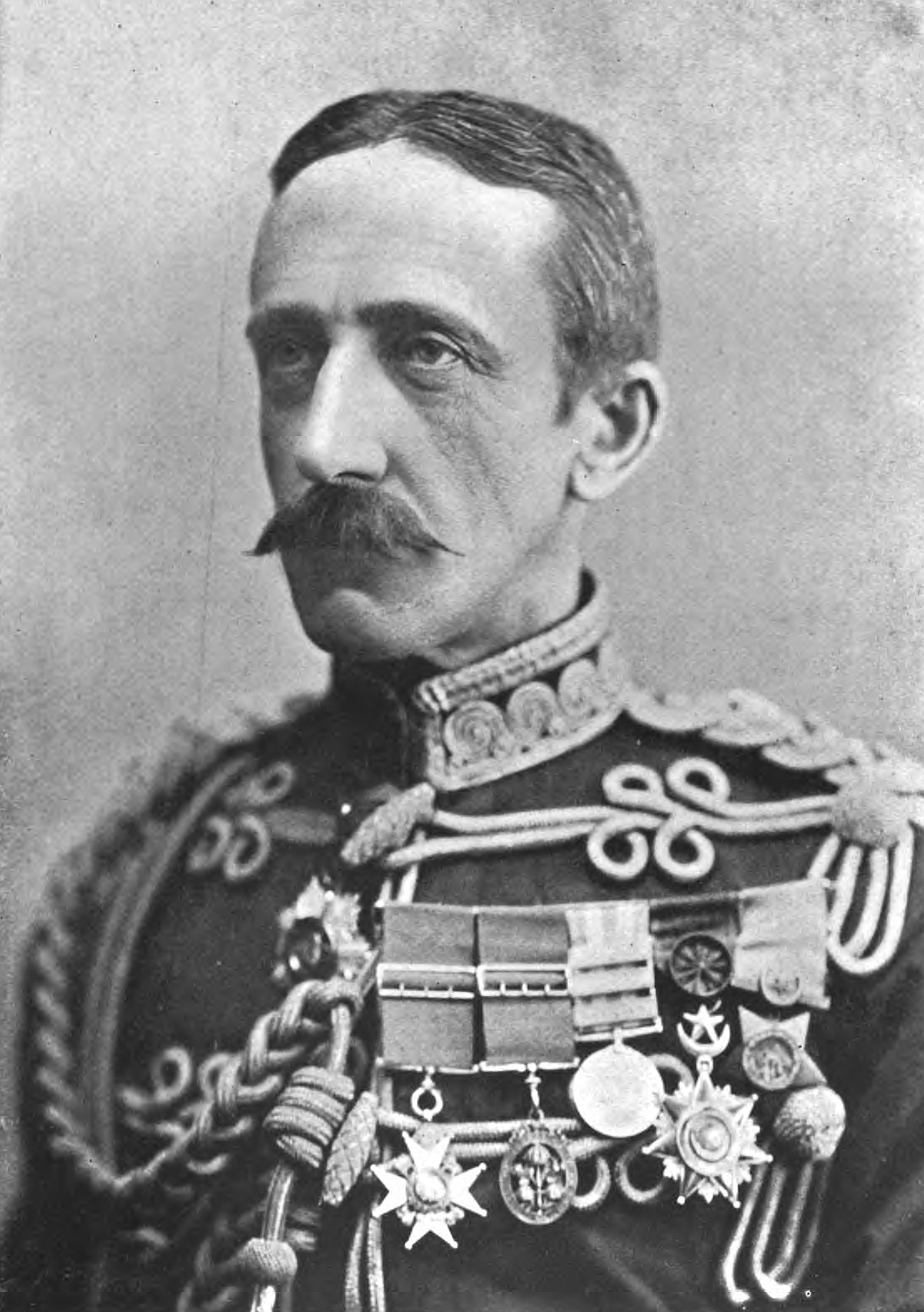
John Charles Ardagh († 1907)

- 1907: John Charles Ardagh, britischer Offizier, Festungsbauer, Jurist und Kolonialbeamter
- 1908: Alfred Thompson Bricher, US-amerikanischer Landschaftsmaler
- 1908: Anton von Scholz, deutscher Theologe
- 1910: Maurice Lévy, französischer Mathematiker, Physiker und Ingenieur
- 1912: Thornton Chase, US-amerikanischer Autor
- 1913: Emilie von Soden, deutsche Freifrau
- 1915: Konstantin Jegorowitsch Makowski, russischer Maler
- 1920: Fritz Berolzheimer, deutscher Rechts- und Wirtschaftsphilosoph
- 1921: Jean-Baptiste Abel, französischer Politiker
- 1928: Georg Weidenbach, deutscher Architekt

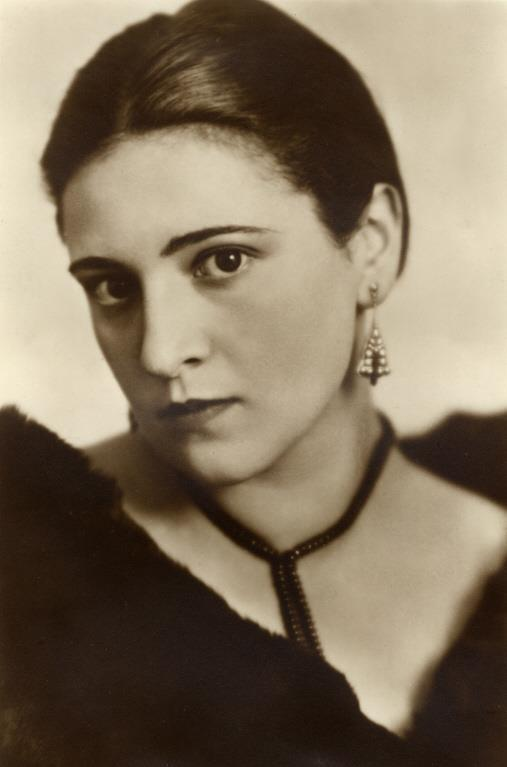
Alice Dorell († 1942)

- 1929: Herman Snellen der Jüngere, niederländischer Ophthalmologe
- 1934: Giuseppe Mori, italienischer Kurienkardinal
- 1935: Rudolf Presber, deutscher Schriftsteller und Journalist
- 1936: Karl Eschweiler, deutscher katholischer Theologe und Religionsphilosoph
- 1936: Hans Abraham Ochs, Schüler und NS-Opfer
- 1938: Willy Jannasch, deutscher Widerstandskämpfer
- 1940: Walter Kollo, deutscher Komponist
- 1942ː Alice Dorell, deutsche Schauspielerin und Kabarettistin, Holocaustopfer
- 1942ː Marianne Hertz, deutsche römisch-katholische Märtyrerin jüdischer Herkunft
- 1942ː Alice Reis, deutsche römisch-katholische Märtyrerin und Opfer des Holocaust
- 1942: Martin Spanjaard, niederländischer Dirigent und Komponist
- 1943: Naum Aronson, russisch-französischer Bildhauer

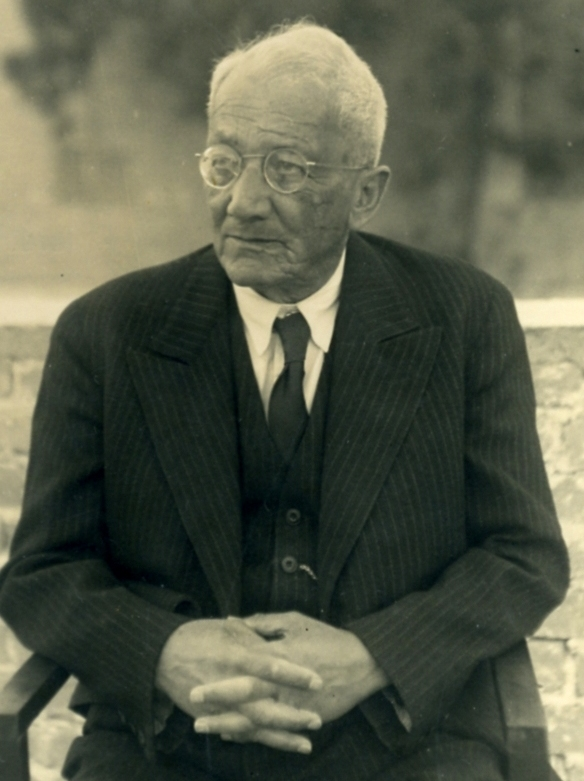
Franz Oppenheimer († 1943)

- 1943: Franz Oppenheimer, deutscher Arzt, Soziologe, Nationalökonom und Zionist
- 1944: Franz Weisz, ungarisch-niederländischer Pianist und Komponist
- 1945: Ludwig Münz, deutscher Jurist und Märtyrer
- 1946: Jan Heřman, tschechischer Pianist und Musikpädagoge
- 1947: Johann Flierl, deutscher Missionar
- 1950: Hugo Bieber, deutscher Journalist und Literaturhistoriker
- 1950: František Cejnar, tschechoslowakischer Fußballschiedsrichter
- 1950: Friedrich Fehér, österreichischer Schauspieler und Filmregisseur

#### 1951–2000
- 1952: Waldorf Astor, 2. Viscount Astor, britischer Politiker und Zeitungsverleger
- 1953: Lewis Fry Richardson, britischer Mathematiker und Friedensforscher

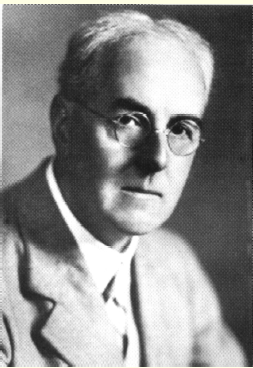
Gerard Abraham van Rijnberk († 1953)

- 1953: Gerard Abraham van Rijnberk, niederländischer Physiologe
- 1954: Leopold Atlas, US-amerikanischer Dramatiker und Drehbuchautor
- 1955: Otto Anselmino, deutscher Pharmazeut und außerordentlicher Professor für pharmazeutische Chemie
- 1955: James Dean, US-amerikanischer Schauspieler und Jugendidol
- 1955: Marie Soldat-Röger, österreichische Violinvirtuosin
- 1956: Stuart Poulter, australischer Marathonläufer
- 1957: Wheeler Dryden, britischer Schauspieler
- 1960: Anne Marie Basse, dänische Malerin
- 1964: Cyril de Vère, französischer Automobilrennfahrer
- 1964: Víctor Saume, venezolanischer Rundfunk- und Fernsehmoderator
- 1966: Sabine Thalbach, deutsche Schauspielerin
- 1968: George Leonard Wallace, australischer Schauspieler und Komiker
- 1969: Nikola Atanassow, bulgarischer Komponist
- 1970: Patrick Aherne, britischer Schauspieler
- 1970: Benedetto Aloisi Masella, italienischer Geistlicher, vatikanischer Diplomat, Kurienkardinal

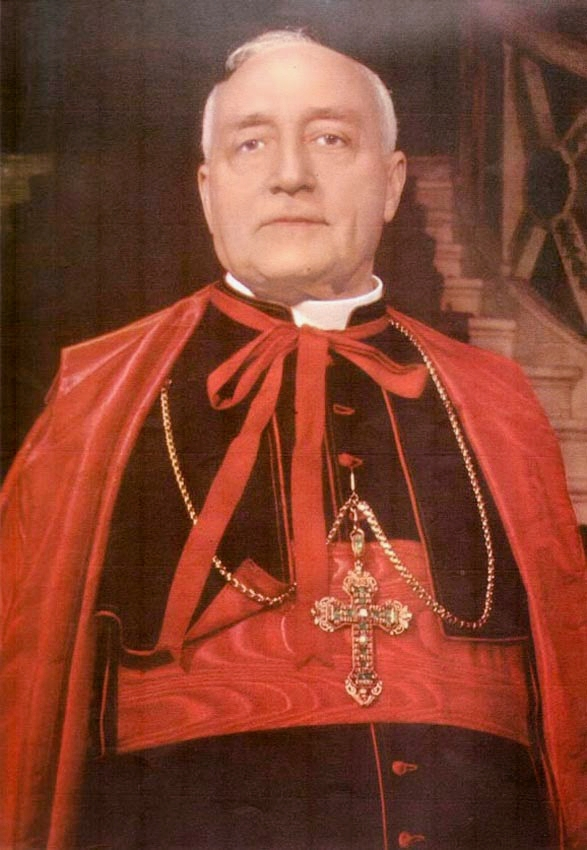
Júlio Botelho Moniz († 1970)

- 1970: Júlio Botelho Moniz, portugiesischer General
- 1972: Edgar G. Ulmer, US-amerikanischer Filmregisseur
- 1973: Walter Abendroth, deutscher Komponist, Redakteur, Musikschriftsteller
- 1975: Reinhold Bicher, deutscher Maler und Grafiker
- 1976: Louis Fourestier, französischer Komponist und Dirigent
- 1977: Mary Ford, US-amerikanische Sängerin
- 1977: Heinrich Gretler, Schweizer Schauspieler
- 1981: Boyd Neel, englisch-kanadischer Dirigent und Musikpädagoge
- 1981: Flemming Weis, dänischer Komponist
- 1982: Bill George, US-amerikanischer American-Football-Spieler
- 1984: Helen Dore Boylston, US-amerikanische Schriftstellerin
- 1985: Herbert Bayer, Grafikdesigner, Typograph, Maler, Fotograf und Lehrer
- 1985: Cuto Estévez, dominikanischer Musiker und Komponist
- 1985: Charles Francis Richter, US-amerikanischer Seismologe

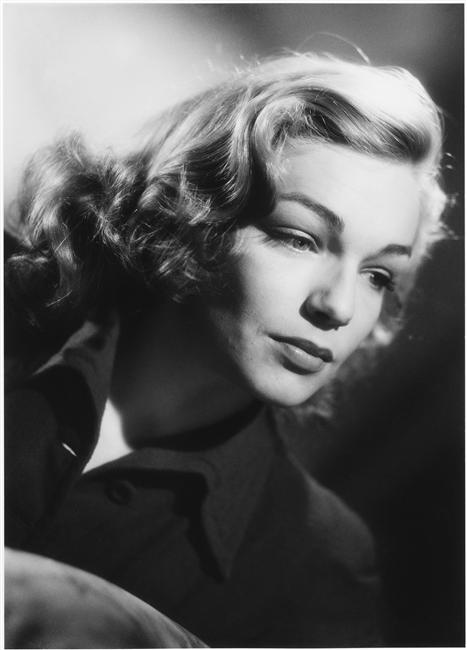
Simone Signoret († 1985)

- 1985: Simone Signoret, französische Filmdarstellerin
- 1986: Franz Burda, deutscher Verleger, Begründer des Burda-Verlages
- 1987: Alfred Bester, US-amerikanischer Science-Fiction-Schriftsteller
- 1987: Robert Schollum, österreichischer Komponist und Dirigent
- 1988: Chick Chandler, US-amerikanischer Schauspieler
- 1988: Al Holbert, US-amerikanischer Automobilrennfahrer
- 1989: Rudolf Amthauer, deutscher Psychologe
- 1989: Virgil Thomson, US-amerikanischer Komponist
- 1990: Rob Moroso, US-amerikanischer Automobilrennfahrer
- 1990: Patrick White, australischer Schriftsteller, Nobelpreisträger
- 1993: Alfred Baum, Schweizer Komponist, Pianist und Organist
- 1993: Hans Jönsson, deutscher Film-, Fernseh- und Hörspielkomponist
- 1994: André Lwoff, französischer Mikrobiologe, Nobelpreisträger
- 1994: Roberto Eduardo Viola, argentinischer De-facto-Präsident
- 1996: Gerhard Trede, deutscher Komponist
- 1997: Erik Aalbæk Jensen, dänischer Schriftsteller
- 1997: Wanda Wróblewska, polnische Theaterregisseurin

### 21. Jahrhundert

Jenny Jugo († 2001)

- 2001: Jenny Jugo, österreichische Schauspielerin
- 2001: Heinz Kluge, deutscher Handballspieler
- 2001: Filippa Sayn-Wittgenstein, deutsche Fotografin und Autorin
- 2002: Hans-Peter Tschudi, Schweizer Politiker, Bundesrat
- 2004: Alexander Arnz, deutscher Fernsehregisseur
- 2004: Paul Eggenberg, Schweizer Lehrer, Manager und Mundart-Schriftsteller
- 2004: Woldemar Winkler, deutscher Maler und Bildhauer
- 2006: Georges Barboteu, französischer Hornist
- 2007: Philipp Rohr, deutscher Fußballspieler und -trainer
- 2007: Oswald Mathias Ungers, deutscher Architekt
- 2008: W. Ernest Freud, deutscher Psychoanalytiker und Säuglingsforscher
- 2008: Christa Reinig, deutsche Schriftstellerin
- 2009: Pentti Airikkala, finnischer Rallyefahrer
- 2009: Rafael Arozarena, spanischer Schriftsteller
- 2010: Jesús Alfonso Arreola Pérez, mexikanischer Historiker und Politiker
- 2010: Theodor Hlouschek, tschechisch-deutscher Komponist

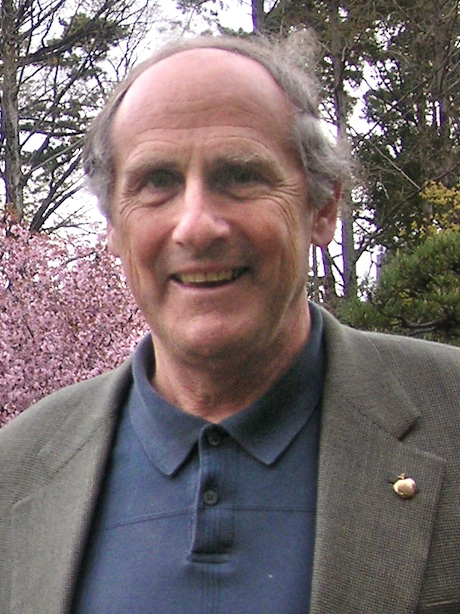
Ralph M. Steinman († 2011)

- 2011: Ralph M. Steinman, kanadischer Immunologe, Nobelpreisträger
- 2012: Turhan Bey, österreichischer Schauspieler
- 2012: Barbara Ann Scott, kanadische Eiskunstläuferin
- 2013: Ian Lilburn, britischer Historiker
- 2013: Rangel Waltschanow, bulgarischer Filmregisseur und Schauspieler
- 2014: Martin Lewis Perl, US-amerikanischer Physiker, Nobelpreisträger
- 2014: Jewgeni Borissowitsch Samsonow, sowjetischer Ruderer und russischer Rudertrainer, Olympiamedaillengewinner
- 2015: Antje Huber, deutsche Politikerin, Bundesministerin
- 2015: Alfred Schickel, deutscher Historiker und Publizist
- 2016: Oscar Brand, US-amerikanischer Folk-Songwriter, Hörfunkmoderator und Autor
- 2016: Paul Frantz, französischer Fußballtrainer, -spieler und -funktionär und Pädagoge
- 2017: Hans Liebhardt, rumäniendeutscher Journalist und Schriftsteller
- 2017: Wladimir Wojewodski, amerikanisch-russischer Mathematiker
- 2018: Walter Laqueur, US-amerikanischer Historiker
- 2018: Detlef Schmidt, deutscher Heimatforscher und Autor

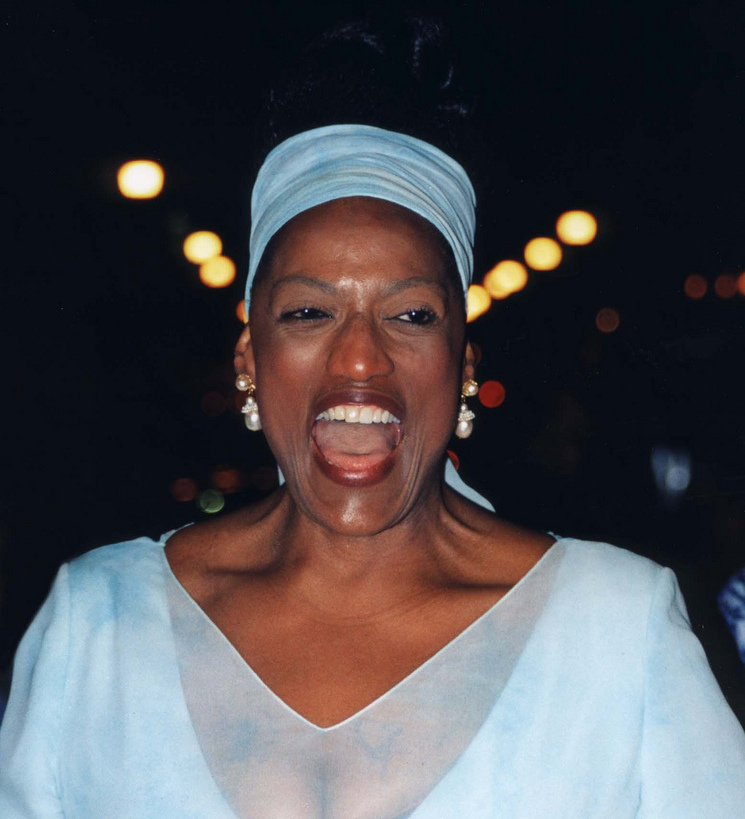
Jessye Norman († 2019)

- 2019: Jessye Norman, US-amerikanische Sängerin
- 2019: Ben Pon junior, niederländischer Geschäftsmann, Automobilrennfahrer und Sportschütze
- 2020: Kirsten John, deutsche Schriftstellerin
- 2020: Quino, argentinischer Cartoonzeichner
- 2021: Carlisle Floyd, US-amerikanischer Komponist
- 2021: Kōichi Sugiyama, japanischer Komponist, Dirigent und Orchestrator
- 2022: Juri Konstantinowitsch Saizew, sowjetischer Gewichtheber
- 2022: Friedrich Zeller, deutscher Politiker
- 2023: Yvette Vaucher, Schweizer Bergsteigerin
- 2023: Thomas Danneberg, deutscher Schauspieler und Synchronsprecher
- 2024: Daniel Chanoch, litauisch-israelischer Holocaust-Überlebender
- 2024: Dikembe Mutombo, kongolesisch-US-amerikanischer Basketballspieler
- 2024: Gabriele Vonnekold, deutsche Politikerin (AL, Bündnis 90/Die Grünen), MdA

## Feier- und Gedenktage
- Kirchliche Gedenktage
  - Hl. Hieronymus (Kirchenvater), römischer Priester, Bibelübersetzer und Kirchenlehrer (evangelisch, anglikanisch, römisch-katholisch, orthodox, armenisch)
    - Davon abgeleitet: Internationaler Übersetzertag, weltweit anerkannt laut UNO-Generalversammlung 2017
- Namenstage
  - Victor
- Staatliche Feier- und Gedenktage
  - Botswana: Tag der Unabhängigkeit von Großbritannien (1966)

Weitere Einträge enthält die Liste von Gedenk- und Aktionstagen.